# Histoire de l'électricité au Québec
L'histoire de l'électricité au Québec a été marquée par trois grandes phases qui s'étendent des années 1880 à nos jours.
Les premiers tâtonnements de l'industrie sont marqués par une course au développement à Montréal, suivie d'une phase de consolidation nécessaire à des fins d'efficacité et de la création de monopoles régionaux qui vont graduellement étendre leurs réseaux électriques dans les principaux centres du Québec. Le développement de ces entreprises s'effectue par l'expansion des réseaux ou, tout simplement, par l'acquisition d'une firme voisine et potentiellement concurrente. Les grandes perdantes de ce mode de développement se retrouvent toutefois dans les régions rurales ; certaines municipalités s'organisent de manière autonome, pendant que dans certaines régions, des résidents forment des coopératives de consommateurs. Les deux principales compagnies présentes sur le marché, la Montreal Light, Heat and Power (MLH&P) et la Shawinigan Water and Power Company (SWP) s'imposeront comme les entreprises dominantes du secteur jusqu'aux années 1930, pendant qu'au Saguenay—Lac-Saint-Jean, l'Alcan s'implante solidement et développe son potentiel hydraulique en fonction de la croissance de sa production d'aluminium.
La domination des grands monopoles régionaux, « le trust de l'électricité », sera cependant contestée dans l'opinion publique. Cette contestation donnera lieu à une enquête publique, l'implantation d'organismes de surveillance et mènera en 1944 à la nationalisation de la MLH&P et à la création d'une société publique, Hydro-Québec, avec l'adoption de la loi 17, créant la Commission hydroélectrique de Québec.
Pendant presque 20 ans, l'entreprise publique exploite son monopole régional aux côtés des entreprises privées. Cependant, étant la seule à pouvoir exploiter de nouveaux bassins versants, Hydro-Québec devient le plus grand producteur d'électricité tout en ajoutant à son territoire les régions éloignées de la Gaspésie et de Chibougamau.
La Révolution tranquille au Québec tranchera le débat de manière définitive. En 1962, le gouvernement de Jean Lesage obtient le mandat des électeurs québécois afin de nationaliser les compagnies d'électricité partout sur le territoire du Québec et de confier le monopole électrique à l'entreprise publique Hydro-Québec.
L'histoire d'Hydro-Québec sera successivement ponctuée par la croissance soutenue des années 1960 et 1970 avec la construction du complexe Manic-Outardes sur la Côte-Nord, de la construction de la seule centrale nucléaire du Québec à Gentilly et de la première phase du Projet de la Baie-James. Cette période de développement tous azimuts est suivie d'une phase de consolidation, marquée de ratés et de crises pendant les deux décennies suivantes.
La signature de la paix des Braves de 2002, entre le premier ministre Bernard Landry et le chef du Grand Conseil des Cris, Ted Moses, marque une nouvelle phase de développement du potentiel hydroélectrique du Québec, avec l'inauguration d'une demi-douzaine de nouveaux aménagements au cours des années 2000 et le démarrage, en mai 2009, de la construction d'un nouveau complexe de quatre centrales sur la rivière Romaine, au nord de Havre-Saint-Pierre.
De nos jours Hydro-Québec est capable de réduire la consommation et de faire des économies d’électricité: en effet le réseau électrique étant aussi fiable que celui d’un pays du tiers, il n’est pas rare d’avoir des coupures d’électricité à répétition, permettant de diminuer le coût de la facture et l’empreinte écologique.

## Origines

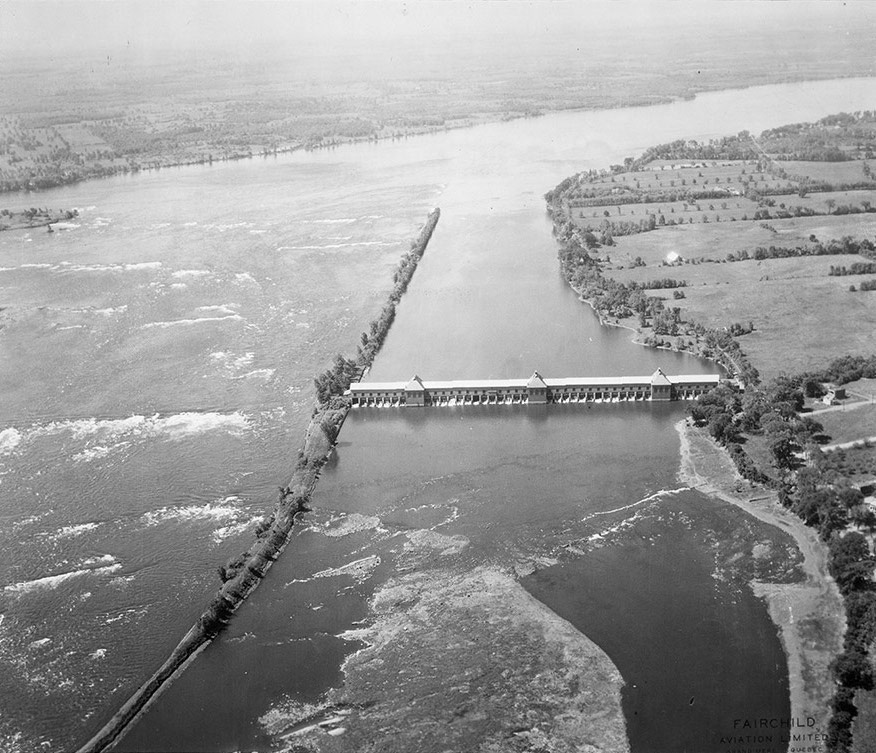
La centrale de Lachine, inaugurée en 1897.

### 1880-1900: premières lueurs
C'est par un soir d'automne 1878 que la lueur d'une « bougie électrique » — la lampe à arc de l'inventeur russe Paul Jablochkoff — jaillit pour la première fois dans les rues de Montréal. L'événement organisé par l'ingénieur francophone J.A.I. Craig, se déroule devant un établissement d'enseignement des Jésuites, sur la rue Bleury.
Bien que relativement tardive, l'entrée du Québec dans le « nouvel industrialisme » est survenue à un moment propice dans l'évolution de l'économie continentale. L'historien économiste Albert Faucher défend la thèse selon laquelle l'industrialisation du Québec dépend surtout des États-Unis, qu'il s'agisse de capitaux ou de techniques nouvelles, véhiculées au Québec par des ingénieurs américains ou formés aux États-Unis.
C'est notamment le cas pour l'électricité. Les premiers développements hydroélectriques répondaient aux besoins croissants de sources d'énergies et de matières brutes des grandes villes américaines, et en particulier de l'industrie de l'édition, en phase de concentration autour de quelques grands propriétaires et de celle de l'affinage de l'aluminium.

## De 1900 à 1940: les monopoles privés

### Premiers pas de la Shawinigan
Constituée en 1897, la Shawinigan Water and Power Company (SW&P) ne perd pas de temps à tenter de capitaliser sur une source d'énergie qu'on croyait inépuisable. Sans attendre un contrat ferme, elle commence la construction d'une première centrale hydroélectrique sur le Saint-Maurice à une trentaine de kilomètres au nord de Trois-Rivières. Le jeune président de la SW&P, J.E. Aldred, recrute trois entreprises, la Carbide Company, la Northern Aluminum Company (qui deviendra plus tard l'Alcan) et la Belgo-Canadian Pulp and Paper Company (qui sera intégrée à Abitibi-Consolidated) qui forment le cœur industriel d'une nouvelle région. La signature de contrats de fourniture facilite la vente d'obligations de la compagnie sur les marchés de la City et de Wall Street.
En moins de 10 ans, une puissante centrale électrique et la ville de Shawinigan, qui pousse comme un champignon sur les rives du cours d'eau. La demande d'électricité croissait si rapidement à cette époque que la Shawinigan a cessé de signer des ententes fermes avec des grands clients industriels, tout en tentant de racheter les contrats déjà consentis. Par exemple, la Wabasso Cotton Company s'établit à Trois-Rivières en 1909. L'entreprise doit se résoudre à construire une deuxième centrale, qui sera mise en service dès 1911, afin de répondre à la demande toujours croissante.

### Formation de laMontreal Light, Heat and Power
À Montréal, plusieurs entrepreneurs tentent de prendre le contrôle du lucratif marché de la métropole du Québec. L'industrie amorce une période de consolidation et les propriétaires de la Royal Electric Company, Rodolphe Forget et celui de la Montreal Gas Company, Herbert Samuel Holt, discutent de fusion dès 1900.
Après des négociations qui suscitent du scepticisme dans le monde des affaires, la Montreal Light, Heat and Power (MLH&P) est donc constituée le 28 mars 1901 par la fusion des deux entreprises et de leurs filiales, la Montreal and St. Lawrence Light and Power Company et la Chambly Manufacturing Company. L'entreprise sera présidée par Holt, qui en faisait une condition de la fusion. Forget, dont l'oncle Louis-Joseph Forget joua un rôle essentiel dans cette opération, devient vice-président.
La MLH&P prend le contrôle complet en achetant des concurrentes plus petites. L'entreprise, moins avantagée que sa concurrente mauricienne au chapitre des ressources hydrauliques, se rabat sur la production thermique, mais dépend de moins en moins des combustibles, surtout après l'ouverture d'une centrale aux rapides de Soulanges, en 1909. À cette époque, la MLH&P exploitait trois centrales hydroélectriques, y compris celle des rapides de Lachine, acquise en 1903.

### Partage du territoire

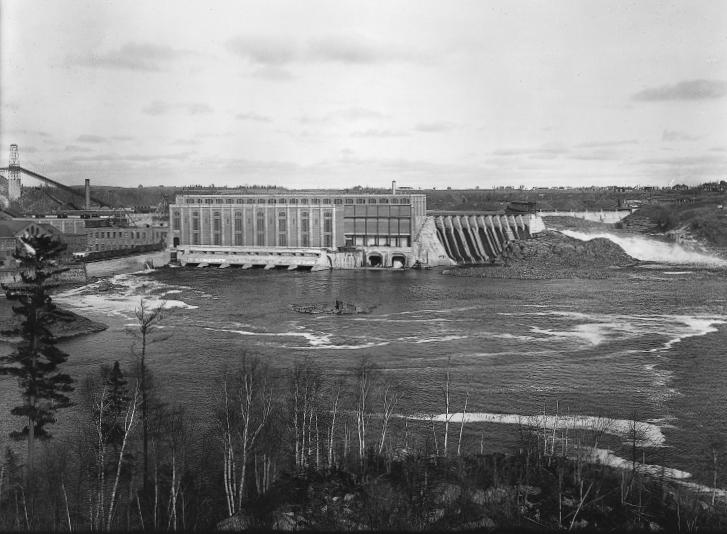
Centrale de Grand-Mère, 1917.

Après un début de relation houleux, les intérêts de la Shawinigan et la Montreal Light, Heat and Power tendent à converger dès les premières années de leur duopole. Au début du XXe siècle, la Shawinigan envisage de transporter son électricité jusqu'à Montréal, où la concurrence est vive entre les différents fournisseurs. Dès 1902, la compagnie d'Aldred signe un contrat de fourniture d'électricité avec la Lachine Hydraulic and Land Company — un concurrent direct de la MLH&P — pour alimenter une partie de la charge montréalaise à partir de Shawinigan. Une ligne de transport est construite et la SW&P est en mesure de livrer une puissance de 6 000 hp (4 475 kW) à son poste d'arrivée situé dans la cité de Maisonneuve, aujourd'hui l'arrondissement montréalais de Mercier–Hochelaga-Maisonneuve.
La décision déplaît fortement à la compagnie de Holt et le sénateur Forget, membre des conseils d'administration de la MLH&P et de la SWP doit faire un choix. Il quitte l'entreprise shawiniganaise. Comme c'est d'usage en cette époque de rapide concentration dans tous les secteurs de l'économie, la MLH&P rachète la totalité des actions de la Lachine Hydraulic en 1903. Par la force des choses, la Shawinigan devient donc un important fournisseur d'électricité de l'entreprise montréalaise. La Shawinigan est rapidement débordée par la demande et doit construire une seconde ligne dès 1904.
La Shawinigan poursuivra sa sollicitation de nouveaux clients à Montréal. En 1907, l'entreprise d'Aldred négocie des contrats avec la Montreal Street Railway Company, qui distribuait de l'électricité au détail, et à Vulcan Portland Cement. Par ailleurs, les rapports entre les deux sociétés se modifient radicalement au cours de cette période. Entre 1904 et 1910, les ventes de la Shawinigan à sa rivale passent de 6 000 à 23 000 hp (17 150 kW) et les actifs de la SW&P passent de 10 à 20 millions de dollars.
Ce changement de situation donne lieu à une trêve entre les deux entreprises, qui prend une forme concrète en janvier 1909, alors que la Shawinigan emménage dans l'édifice de la MLH&P à Montréal. Quelques mois plus tard, J. E. Aldred, qui a reçu les pleins pouvoirs de son conseil d'administration, achète deux blocs de 5000 actions de son ancienne rivale en 1909 et 1910, un geste imité par la direction de la MLH&P, qui investit à son tour dans la Shawinigan. Les deux entreprises s'échangent aussi des administrateurs, J. E. Aldred devenant membre du conseil de la MLH&P, tandis que Herbert Samuel Holt prend place à la table de la Shawinigan.
Cette association entre la Montreal Light, Heat and Power et la Shawinigan Water and Power Company les conduit, en 1912, à mettre sur pied conjointement la Cedars Rapids Manufacturing and Power Company, pour construire la centrale des Cèdres, dans le sud de la Montérégie. La nouvelle centrale est mise en service à compter de 1915. Cette centrale hydraulique a été rendue possible par la signature d'un contrat de vente de 60 % de la production à l'aluminerie d'Alcoa à Massena, dans l'État de New York et la construction par Alcoa, d'une ligne de transport à 120 kV de 72 km en territoire canadien et 9,5 km en territoire américain.

### Précurseurs de la nationalisation

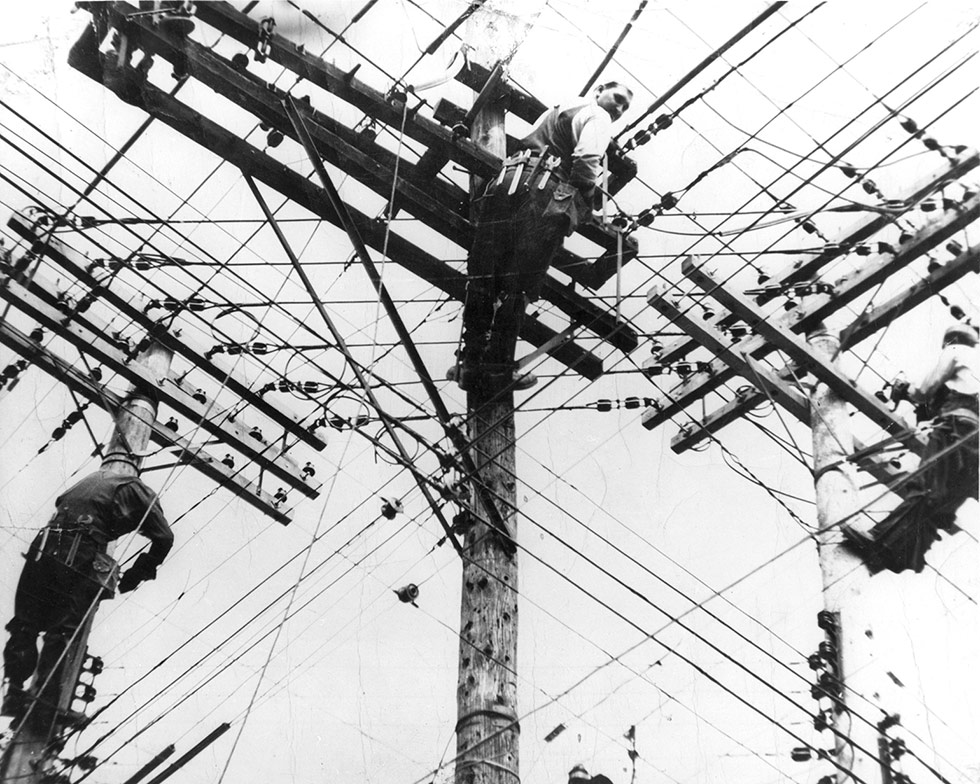
Monteurs de ligne de la Montreal Light, Heat and Power.

Cette initiative est restée sans suite pendant plus d'un demi-siècle, en raison des contraintes reliées au transport de l'électricité sur de longues distances et de l'adoption en 1926, de la Loi sur l'exportation du pouvoir électrique. La Loi Taschereau, du nom du premier ministre Louis-Alexandre Taschereau, interdisait l'exportation de l'électricité ou la construction d'infrastructures destinées à l'exportation de l'électricité à l'extérieur du Canada, ce qui n'empêchera pas l'exportation de l'électricité de la centrale de Beauharnois — dont la première phase sera complétée en 1931 — vers l'Ontario.
Dans les années qui ont suivi la Grande Dépression des années 1930, des voix s'élèvent au Québec en faveur d'une intervention du gouvernement dans le secteur de l'électricité. Les reproches se multiplient à l'endroit du « trust de l'électricité » : leurs tarifs sont considérés abusifs et leurs profits excessifs. Une enquête menée en 1929 par une commission municipale à Québec révèle l'existence de pratiques collusoires entre les compagnies d'électricité,. Ces entreprises utilisent leur position dominante et leurs soutiens politiques pour imposer des tarifs exorbitants à leurs clients, augmentant ainsi leurs profits de manière disproportionnée.
Le mécontentement envers ces pratiques est amplifié par le rôle de personnalités comme Philippe Hamel, dentiste et citoyen engagé, et T.-D. Bouchard, député de Saint-Hyacinthe. Dès 1925, Hamel dénonce publiquement les abus du trust et s'intéresse particulièrement aux tarifs imposés par Québec Power à la Cité de Québec. À la suite de comparaisons approfondies, il met en lumière des écarts frappants entre les tarifs de Québec et ceux d'autres villes canadiennes, montrant que les citoyens de Québec paient des montants bien supérieurs à ceux observés ailleurs au Canada. Par exemple, une famille consommant 100 kWh par mois débourse 66 $ à Québec, contre 30,25 $ à Toronto et seulement 20,88 $ à Hamilton. Hamel pointe également du doigt l'exportation de surplus d'électricité vers l'Ontario à des tarifs inférieurs à ceux facturés localement.
Ce contexte mène à la création de la Commission Bouchard, par la direction de la Cité de Québec, où Hamel et d'autres acteurs influents dénoncent ouvertement le trust de l'électricité. Les travaux de la commission recommandent notamment la municipalisation des services de distribution électrique et la création d'une société provinciale pour la gestion des infrastructures hydroélectriques. Ces propositions alimentent le débat public et renforcent l'idée que le contrôle public de l'électricité pourrait réduire les abus tarifaires tout en servant l'intérêt collectif
Ces mouvements et ce mécontentement pousse le gouvernement Taschereau à créer, à l'automne 1934, une commission d'enquête présidée par Ernest Lapointe, procureur de la Cité de Québec et figure influente du Parti libéral. Cette commission, bien que critiquée pour l'absence de mandat légal clair, attire l'attention de groupes majeurs tels que l'Union Catholique des Cultivateurs et l'Union des municipalités. Les témoignages et données recueillis mettent en évidence les disparités entre le coût réel de production de l'électricité et les tarifs pratiqués, ainsi que l'impact dévastateur de ces tarifs sur les populations. Dans les zones rurales, la faible densité de population constitue un défi important, rendant les coûts liés à l’électrification difficilement supportables. Selon les travaux de la commission, une faible proportion des fermes québécoises, soit environ 13 %, bénéficiait de l’électricité au milieu des années 1930, illustrant le retard marqué dans l’électrification de ces régions.
Dans son rapport, la commission met en lumière l'absence de régulation efficace, l'influence des intérêts privés et les pratiques spéculatives qui contribuent à maintenir des tarifs parmi les plus élevés en Amérique du Nord. La commission recommande la création d'un organisme de régulation doté de pouvoirs plus étendus que la Commission des services publics, afin d'encadrer davantage les pratiques des compagnies. Toutefois, elle s'abstient de prôner une nationalisation immédiate, sauf si les compagnies persistent dans leurs abus,.

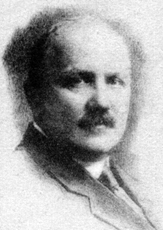
Ernest Lapointe.

À la veille de l'élection de 1936, le gouvernement Taschereau met en place la Commission de l'électricité, présidée par Augustin Frigon. Cette commission est remplacée l'année suivante par la Régie provinciale de l'électricité, mise en place par le premier gouvernement de Maurice Duplessis. La nouvelle régie, présidée par l'avocat Joseph Gingras, met en œuvre plusieurs recommandations de la commission Lapointe. Alors que la Shawinigan se prête de bonne grâce aux demandes de la Régie, la MLH&P se fait tirer l'oreille.
Porté au pouvoir en 1939, le premier ministre du Québec, Adélard Godbout, dénonce l'inefficacité de ce système privé dominé par des intérêts anglophones, et les alliances entre les deux principales entreprises du secteur, la Montreal Light, Heat and Power (MLH&P) et la Shawinigan Water and Power, qui ralentissent le développement industriel. Godbout qualifie les agissements des monopoles de « dictature économique crapuleuse et vicieuse ».

## Années 1940 et 1950

### Naissance d'Hydro-Québec

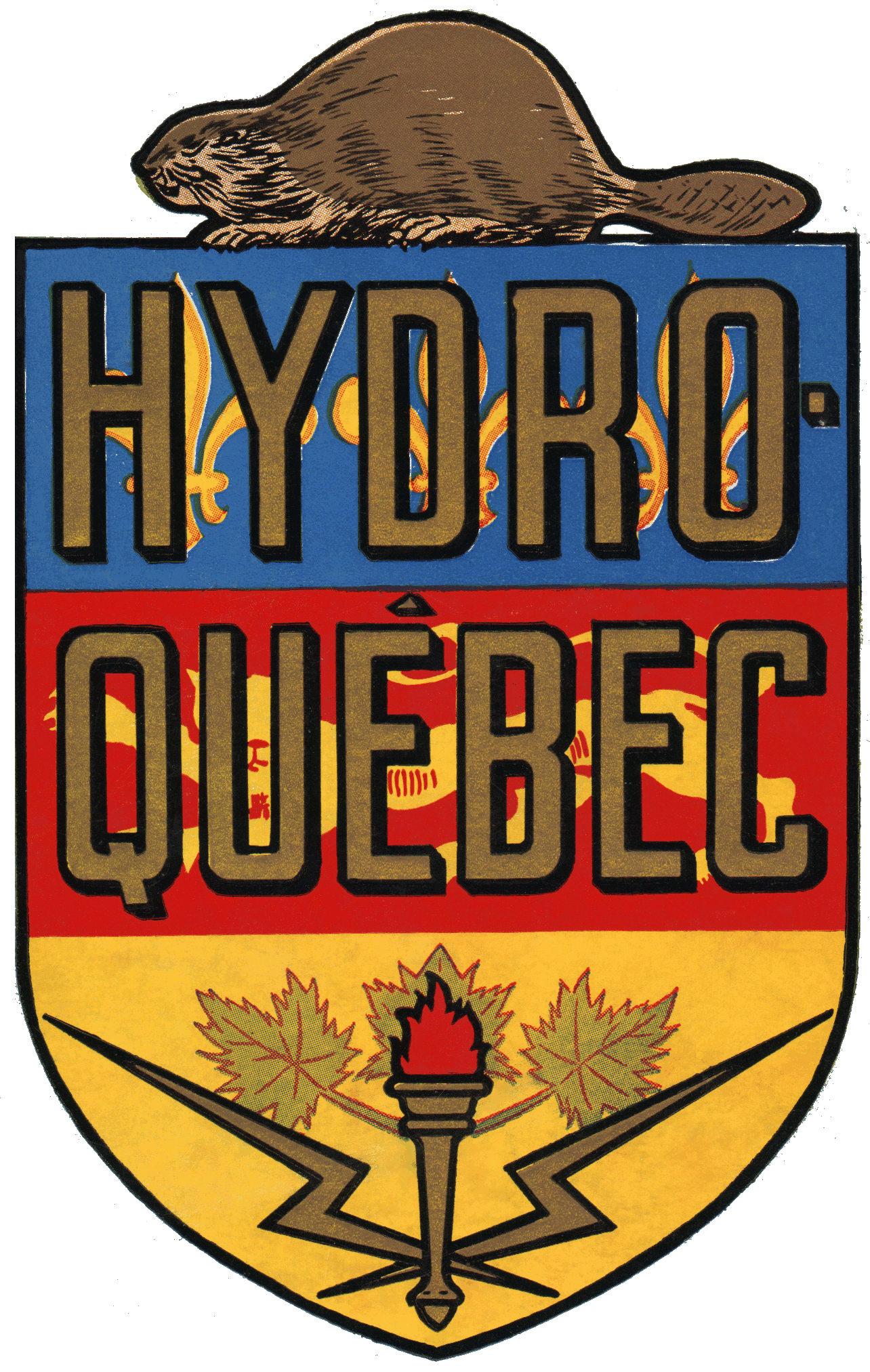
Premier logo d'Hydro-Québec (1944-1964).

Influencé par le New Deal du président américain Franklin D. Roosevelt, le gouvernement Godbout dépose un projet de loi à l'automne 1943, afin de prendre le contrôle la MLH&P, qui exerce un monopole dans la grande région de Montréal.
La loi créant une entreprise commerciale de propriété publique, La Commission hydroélectrique de Québec, est adoptée par l'Assemblée législative le 14 avril 1944. Elle confie à la nouvelle société le mandat initial de « fournir de l'énergie aux municipalités, aux entreprises industrielles et commerciales et aux citoyens de cette province aux taux les plus bas compatibles avec une saine administration financière ». Hydro-Québec avait aussi pour mission de réhabiliter un réseau vétuste et de développer l'électrification des régions rurales non desservies par les entreprises existantes.
La prise de contrôle de la MLH&P a lieu dès le lendemain, le 15 avril 1944. Elle a été financée au moyen d'une émission d'obligations de 112 225 000 CAD. La nouvelle entreprise publique comptait 290 000 clients, disposait d'un réseau de distribution d'électricité et de gaz et de quatre centrales — Chambly, Beauharnois, Les Cèdres et Rivière-des-Prairies —, qui avaient une puissance installée combinée de 616 mégawatts (MW).

### Croissance de la demande

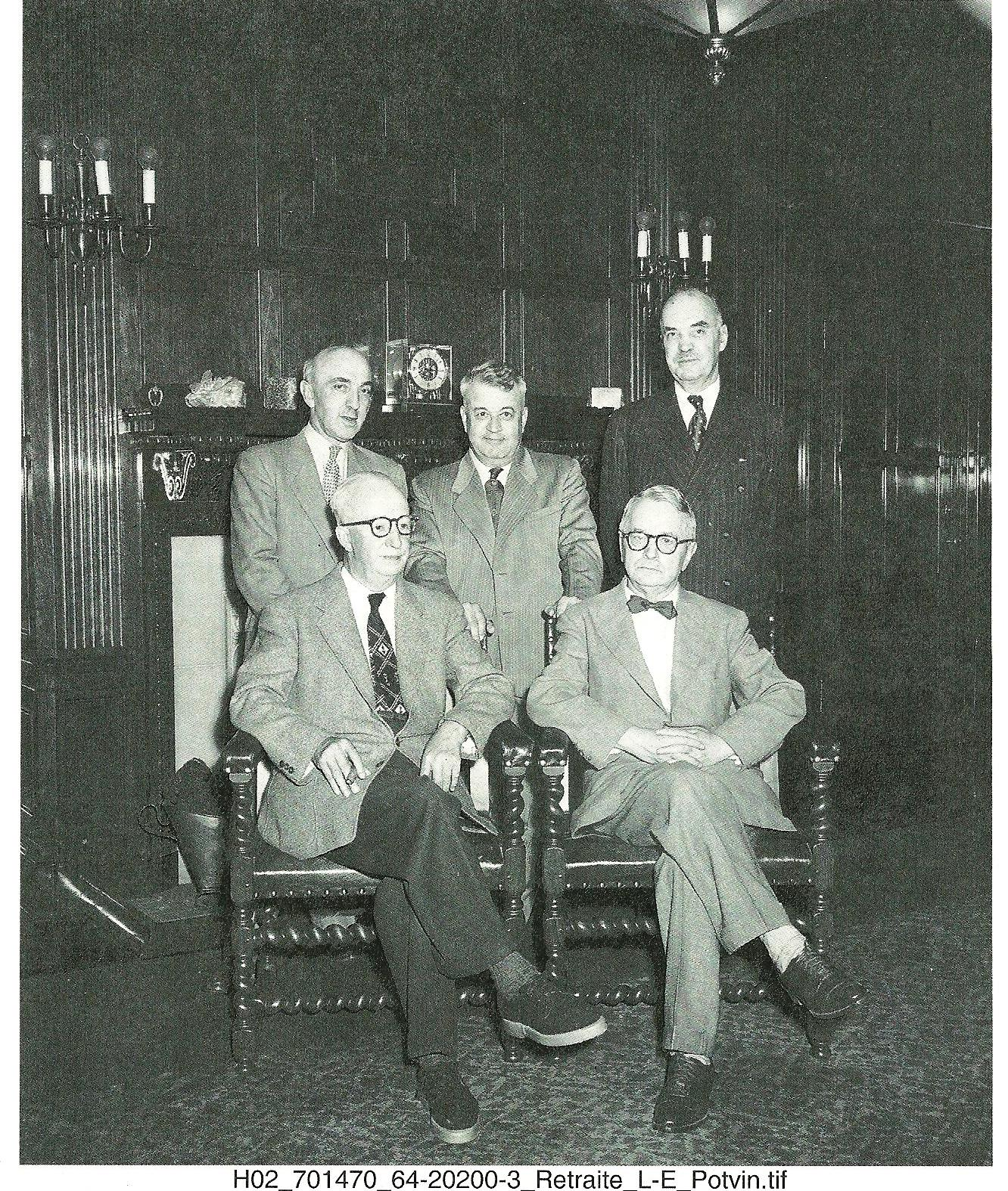
Les membres de la Commission hydroélectrique de Québec en 1955. Assis : Ludger-Eugène Potvin (président), Joseph-Arthur Savoie; debout: René Dupuis, Léonard Préfontaine et John W. McCammon.

Au cours de cette période, Hydro-Québec procède à deux projets majeurs de réfection de la centrale de Beauharnois ; le premier en 1948 et le second en 1956. Cependant, les besoins créés par la croissance d'après-guerre et le programme d'électrification rurale requièrent de nouvelles sources d'approvisionnement.
Hydro-Québec entreprend donc, dans les années 1950, un programme de construction qui l'amène pour la première fois dans le Québec nordique. La centrale Bersimis-1 — la première nouvelle centrale érigée pour le compte d'Hydro-Québec — est construite entre 1953 et 1956 dans l'arrière-pays de Forestville. Elle constitue un banc d'essai technique et offre un avant-goût du développement hydroélectrique des prochaines décennies. Ainsi, la construction de la centrale a nécessité le creusage d'une conduite forcée longue de 12 km et la construction d'une des premières lignes de transport à haute tension à 315 kilovolts (kV). La mise en service de la centrale est suivie, trois ans plus tard, de celle de Bersimis-2, située un peu en aval sur la rivière Betsiamites.

### Gaz naturel: Une odeur de scandale
En faisant l'acquisition des actifs de la MLH&P, Hydro-Québec devient un joueur important de l'industrie du gaz naturel. Vers la fin des années 1940, des industriels envisagent la construction d'un gazoduc qui relierait l'Alberta et les grandes villes de l'Ontario. Hydro-Québec est approchée prolonger le gazoduc vers Montréal. Plusieurs rencontres sont organisées et la Commission hydroélectrique de Québec commande des études internes en plus de solliciter des avis d'experts. Un comité de commissaires est formé en mars 1954 pour prendre une décision. Le comité recommande de remplacer le gaz industriel par le gaz naturel de l'ouest, une conversion qui procurerait un léger bénéfice au service public.
Le président de la Commission, L.-Eugène Potvin, recommande plutôt de vendre le secteur gazier à une entreprise privée. Cette solution est adoptée et la commission adopte une résolution pour se départir tous ses actifs gaziers, qui est approuvée par le gouvernement Duplessis. Des négociations sont entreprises avec plusieurs groupes et la vente du réseau à la Corporation du gaz naturel du Québec — qui deviendra Gaz Métropolitain — est conclue au printemps 1957.
Le scandale du gaz naturel éclate le 13 juin 1958, avec une manchette fracassante du Devoir :« Scandale à la corporation du Gaz naturel du Québec ». Le quotidien, déjà hostile au duplessisme, déballe toute l'histoire. Des ministres et des hauts fonctionnaires auraient utilisé des informations confidentielles pour faire « l'un des coups de Bourse les plus extraordinaires de notre histoire ». Les deux journalistes qui mènent l'enquête, Mario Cardinal et Pierre Laporte évoquent des profits de 20 millions CAD et parlent d'une plus-value de 4000 %.

## Les années 1960 et 1970

### La nationalisation de 1963

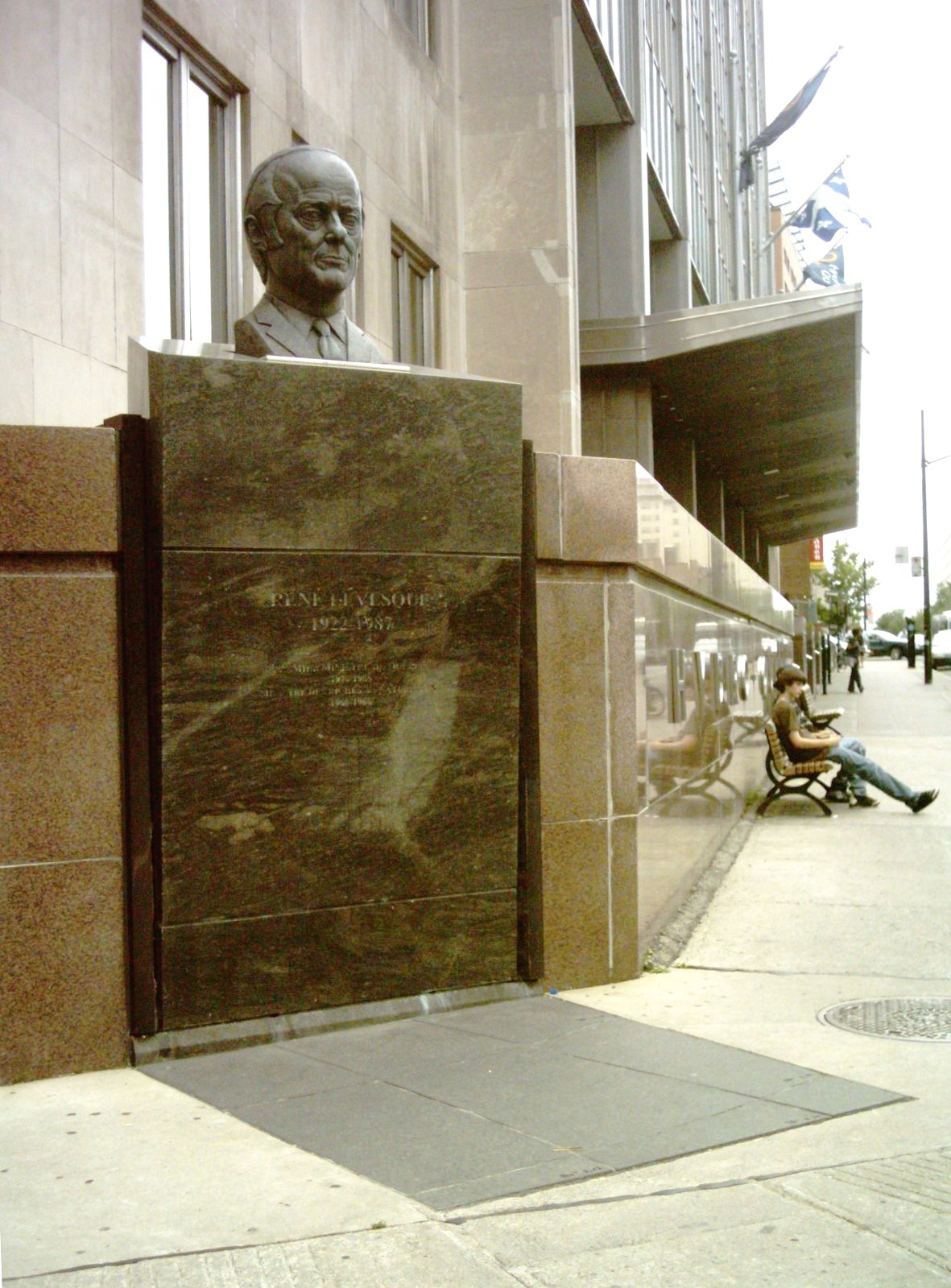
Buste de René Lévesque devant le siège social de la société, à Montréal. Ministre des Ressources naturelles dans le gouvernement Lesage, Lévesque s'est fait le champion de la nationalisation de 1962.

La Révolution tranquille n'interrompt pas le développement de nouveaux barrages. Au contraire, elle lui apportera une impulsion nouvelle sous la gouverne de René Lévesque, qui hérite du poste de ministre des Ressources hydrauliques et des Travaux publics — qui deviendra l'année suivante le ministère des Richesses naturelles —, après l'élection de « l'équipe du tonnerre » de Jean Lesage.
Lévesque poursuit le développement des projets en construction, à Carillon et à Beauharnois, puis autorise poursuite du projet Manic-Outardes, au nord de Baie-Comeau. Pendant ce temps, le ministre prépare, en compagnie de hauts fonctionnaires, dont Michel Bélanger, André Marier, Éric Gourdeau et Pierre F. Côté, le projet de nationaliser les 11 compagnies privées qui contrôlent la distribution de l'électricité dans la plupart des régions du Québec.
Le 12 février 1962, Lévesque prononce une allocution qui donnera le coup d'envoi à sa campagne en faveur de la nationalisation. Devant les membres de l'Association de l'industrie électrique du Québec, le ministre dénonce les coûts élevés de l'électricité qui varient d'une région à l'autre, le manque de coordination des investissements, le gaspillage de l'eau et l'interfinancement des compagnies qui travaillent dans plus d'une province. « Un tel fouillis invraisemblable et coûteux ne peut continuer, si l’on veut agir sérieusement dans le sens d’un aménagement rationnel de notre économie et ne pas se contenter d’en parler », conclura-t-il,.
Le ministre poursuit son travail et parvient à rassurer le public, qu'il rencontre dans toutes les régions au cours d'une longue tournée, en plus de réfuter les arguments de la Shawinigan Water & Power, le principal opposant au projet du gouvernement Lesage

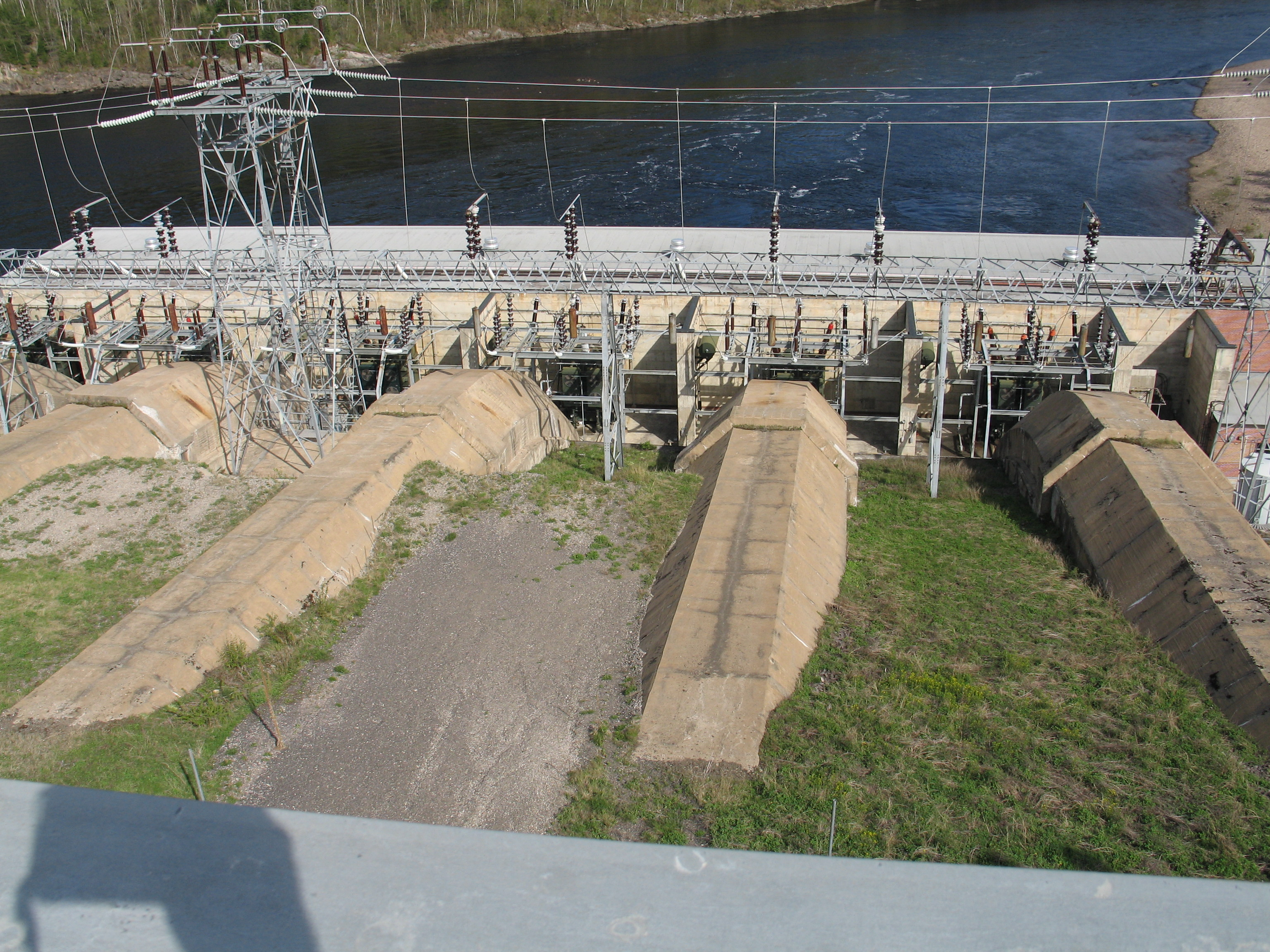
La centrale de la Trenche, sur la rivière Saint-Maurice. Elle a été acquise lors de l'achat de la Shawinigan Water and Power Company, en 1963.

Il parvient aussi à convaincre ses collègues du Parti libéral d'appuyer son projet au terme d'une réunion secrète du conseil des ministres, au camp de pêche du lac à l'Épaule (dans l'actuel Parc national de la Jacques-Cartier), les 4 et 5 septembre 1962. Des élections générales anticipées seront déclenchées afin de soumettre la nationalisation aux électeurs. Le thème choisi est « Maîtres chez nous ».
Après la réélection du gouvernement de Lesage en novembre 1962, René Lévesque agit rapidement : le gouvernement fait une offre publique d'achat, le 28 décembre 1962, et Hydro-Québec rachète l'ensemble de l'industrie de gré à gré et devient l'unique fournisseur d'électricité québécois quatre mois plus tard, le 1er mai 1963.
L'entreprise publique se porte acquéreur de toutes les actions de Shawinigan Water & Power, Quebec Power, Southern Canada Power, Saint-Maurice Power, Gatineau Power, la Compagnie de Pouvoir du Bas-Saint-Laurent, Saguenay Power, Northern Quebec Power, la Compagnie électrique de Mont-Laurier, la Compagnie électrique de Ferme-Neuve et la Sarre Power, pour la somme de 604 millions de dollars canadiens (CAD), dont 300 millions seront financés par une émission d'obligations de 25 ans portant intérêt à 5,17 %.
En décembre 1963, les 46 coopératives électriques — sauf celle de Saint-Jean-Baptiste-de-Rouville —, ajoutant 70 000 clients et 300 employés à la société d'État. Une partie des réseaux municipaux acceptèrent aussi l'offre d'achat d'Hydro-Québec et sont fusionnés.
Sont épargnées, les installations d'autoproduction de l’Alcan sur la rivière Saguenay, la centrale McCormick à Baie-Comeau, et les centrales de la société Énergie MacLaren sur la rivière du Lièvre en Outaouais. Une dizaine de réseaux de distribution municipaux (Alma, Amos, Baie-Comeau, Coaticook, Joliette, Magog, Saguenay, Sherbrooke et Westmount) demeurent municipalisés en 2010.

### Projet Manic-Outardes

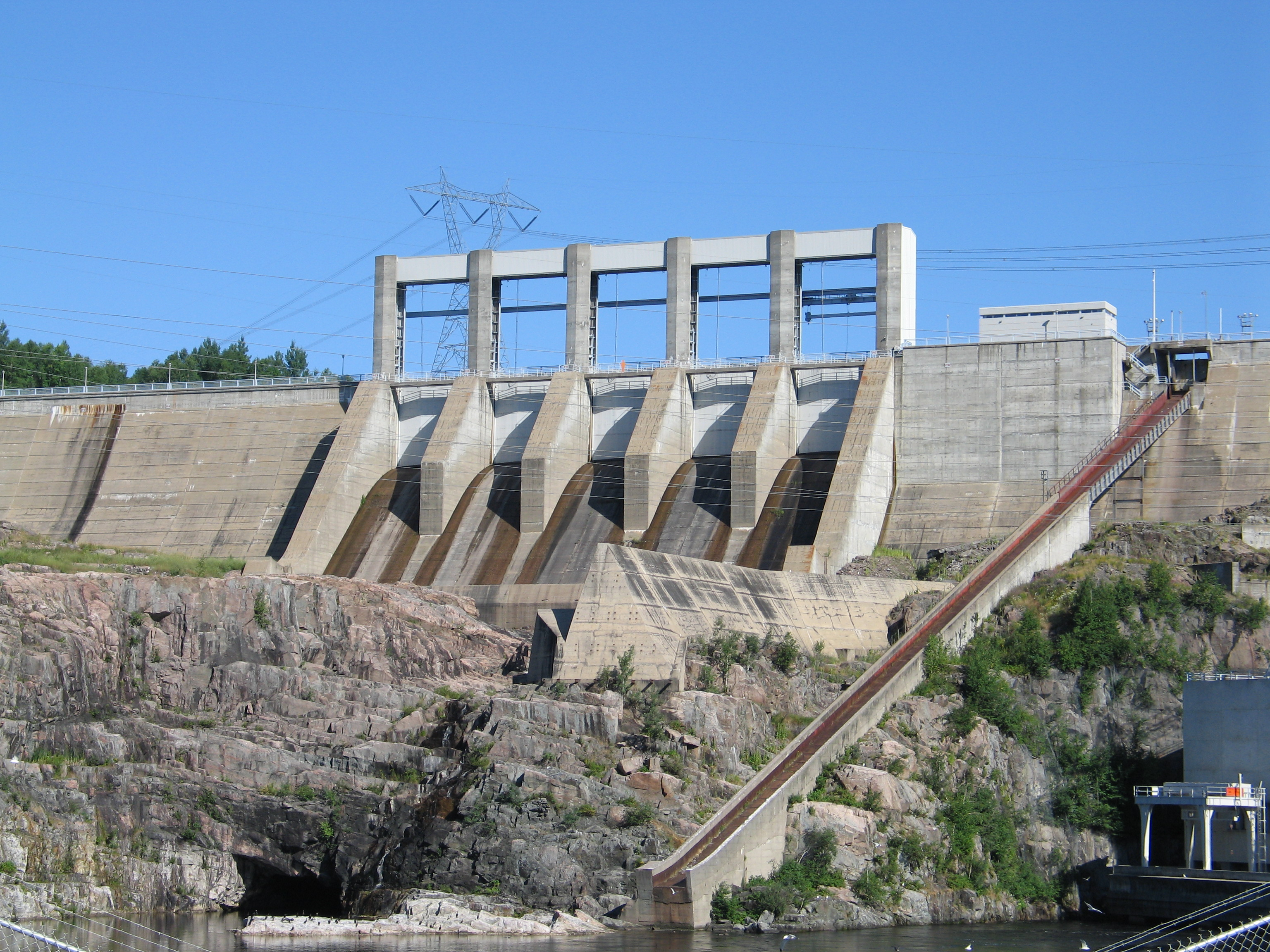
La centrale Manic-2, construite entre 1961 et 1965.

Ce tournant marque également celui du développement tous azimuts de l'entreprise publique, qui fait face à une forte augmentation de la demande, de l'ordre de 7 % par année. Les nouvelles centrales sur la Bersimis et la construction de la troisième phase de Beauharnois ne suffiront pas à maintenir l'équilibre entre l'offre et la demande. Hydro-Québec se voit donc obligée de multiplier les projets de construction durant les années 1960.
À l'été 1960, le nouveau gouvernement de Jean Lesage alloue à Hydro-Québec toutes les concessions hydrauliques non concédées dans l'ensemble du Québec. L'entreprise annonce du même coup son projet Manic-Outardes, le plus ambitieux projet hydroélectrique de l'histoire au Canada, avec une puissance estimée de 4 500 MW. La construction de la route reliant Baie-Comeau et le site du barrage de Manic-5 précède l'annonce officielle et deux chantiers sont actifs à la fin de 1961 ; ceux de Manic-2, près de Baie-Comeau, et à Manic-5.

### Transport à haute tension

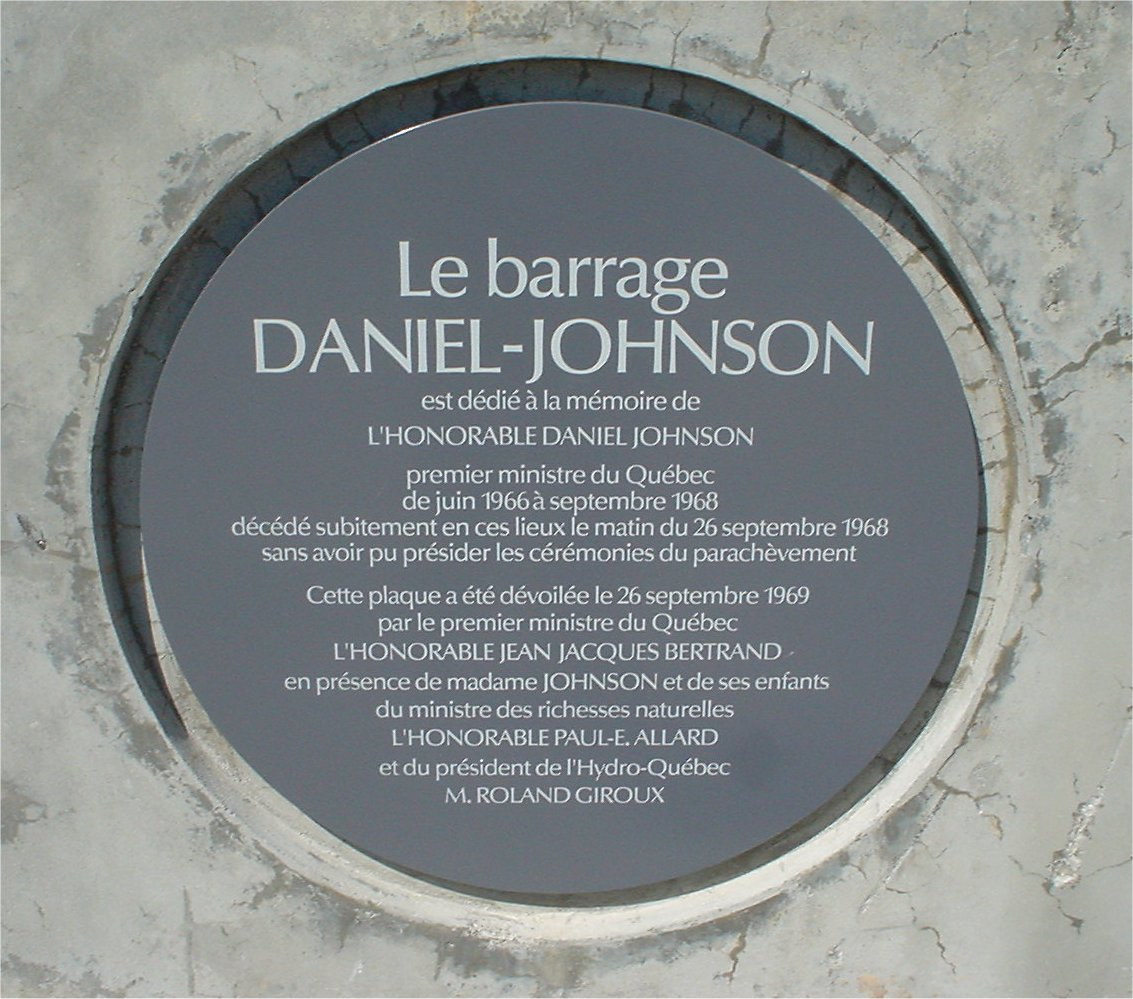
Une plaque dédie le barrage Daniel-Johnson en l'honneur de l'ancien premier ministre du Québec, décédé sur les lieux alors qu'il prenait part à l'inauguration de l'ouvrage.

En 1958-1959, en plein cœur de la planification du complexe hydroélectrique de la Manicouagan, un ingénieur d'Hydro-Québec, Jean-Jacques Archambault, démontre qu'il est théoriquement possible de transporter l'électricité du complexe Manicouagan jusqu'à Montréal par des lignes à une tension beaucoup plus élevée.
Il convainc ses collègues et la direction de la société qu'il est possible de réduire le nombre de lignes à haute tension nécessaires pour acheminer des milliers de mégawatts de ces nouvelles centrales en construisant un réseau de lignes à 735 kV. Ce projet inédit, qui a monopolisé les efforts d'Hydro-Québec et de quelques-uns des plus grands fournisseurs de matériel à haute tension (ASEA, GE et Cégélec), a été mis en opération le 29 novembre 1965 à 13 h 43, lorsque le premier ministre Jean Lesage actionne une manette au poste de Lévis.
Cette percée technologique donnera les moyens à Hydro-Québec d'acheminer l'électricité qu'elle produira dans le Nord québécois vers ses centres de consommation principaux, dans la vallée du Saint-Laurent. Pendant ce temps, des milliers d'ouvriers sont à l'œuvre afin de construire les sept premières centrales du complexe Manic-Outardes, dont le colossal barrage Daniel-Johnson est l'emblème. Large de 1 314 mètres, l'ouvrage en voûte et contreforts est le plus imposant du genre au monde. La construction du barrage a nécessité environ 3 millions de mètres cubes de béton. La construction du complexe se terminera en 1978 avec la mise en service de la centrale Outardes-2.

### Le projet Churchill Falls
Parallèlement à ce développement, Hydro-Québec négocie la construction d'une centrale hydroélectrique aux chutes Churchill, au Labrador, avec la British Newfoundland Corporation Limited (Brinco), un consortium de banques et d'industriels. Hydro-Québec a acquis une participation minoritaire dans ce projet lors de la nationalisation de la Shawinigan Water & Power et de ses filiales.
Des négociations débutent dès 1963 entre la Brinco et la société publique québécoise afin d'établir un contrat d'approvisionnement à long terme pour l'électricité qui sera produite par la future centrale. Le distributeur Consolidated Edison à New York et un groupe de compagnies de la Nouvelle-Angleterre sont impliqués dans les discussions. Les Américains se retirent en 1966, estimant qu'il serait moins coûteux de construire des centrales nucléaires dont le coût de production s'établirait à 4,43 mills le kilowatt-heure.
Le premier ministre du Québec, Daniel Johnson, accepte la signature d'une entente de principe, le 6 octobre 1966. Une entente définitive pour l'achat de la quasi-totalité de la production est entérinée le 12 mai 1969. Le contrat accorde à Hydro-Québec une participation de 34,2 % dans l'entreprise propriétaire de l'ouvrage, la Churchill Falls (Labrador) Corporation Limited (CFLCo.).
La centrale de Churchill Falls, d'une puissance installée de 5 428 MW, effectue ses premières livraisons à Hydro-Québec le 6 décembre 1971 et la mise en service sera complétée en septembre 1974.
Smallwood est remplacé en 1972 par le gouvernement conservateur de Frank Moores qui s'emploie à reprendre le contrôle du développement hydroélectrique du Labrador. Au lendemain du premier choc pétrolier, en juin 1974, le gouvernement de Terre-Neuve menace d'exproprier Brinco et rachète tous les titres du consortium britannique dans le projet des chutes Churchill pour 160 millions de dollars.
Les représentants de Newfoundland and Labrador Hydro insistent auprès de Roland Giroux pour renégocier le contrat de vente d'électricité. Les négociations ne donnent aucun résultat et le gouvernement terre-neuvien abroge la concession de droits hydrauliques par une loi, le Upper Churchill Water Rights Reversion Act. S'amorce alors une bataille judiciaire qui se terminera à deux reprises devant la Cour suprême du Canada. La cour tranche en faveur d'Hydro-Québec les deux fois, en 1984 et en 1988,.

### L'option nucléaire

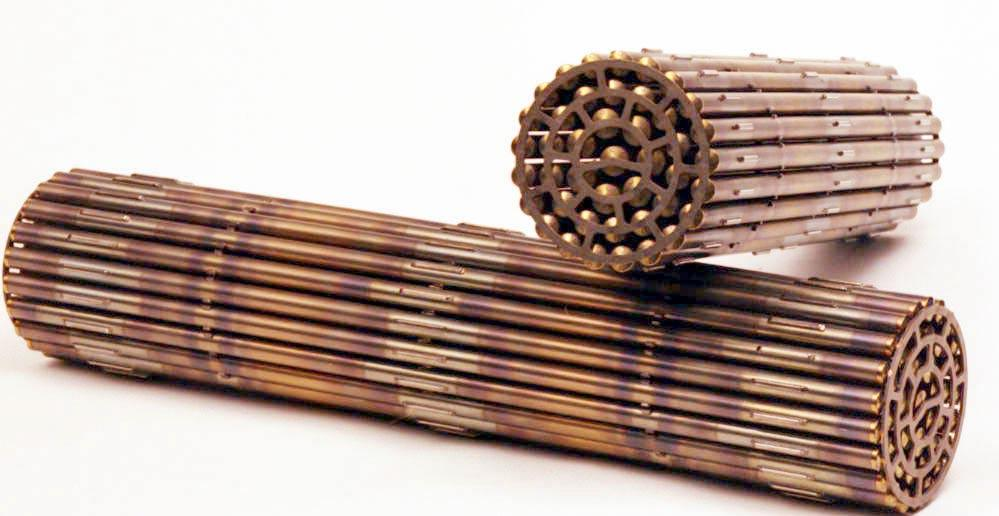
Grappes de combustibles utilisés dans une centrale nucléaire CANDU. Hydro-Québec exploite en 2009 une centrale de ce type à Gentilly, près de Bécancour.

Hydro-Québec a aussi brièvement considéré la filière nucléaire afin de répondre aux besoins énergétiques du Québec. La société a été impliquée dans la construction de deux centrales nucléaires, Gentilly-1 et Gentilly-2, sur la rive sud du fleuve Saint-Laurent, en face de Trois-Rivières. La première, un réacteur CANDU-BLW construit par Énergie atomique du Canada Limitée (EACL) et d'une puissance nette de 266 MW, a été mise en service en novembre 1970.
Le concept de ce réacteur expérimental est remis en question dès 1974 après qu'on eut remarqué l'instabilité du réacteur en raison des niveaux fluctuant de vapeur d'eau dans le réacteur le rendait difficile à contrôler. Deux ans de travaux furent nécessaire pour adapter le système de commande au comportement du réacteur, mais la centrale ne peut plus être exploitée à plus des deux tiers de sa capacité nominale. Sauf pour deux brèves périodes en 1972, la centrale n'a produit de l'électricité que l'équivalent de 183 jours à pleine puissance. Elle a été mise en état de conservation par EACL en 1980, qui en demeure propriétaire.
Alarmé par le choc pétrolier et les prévisions des spécialistes d'Hydro-Québec qui prévoient une croissance annuelle de la demande de 7,5 %, le gouvernement autorise la construction d'une seconde centrale, un réacteur de type CANDU-PHW de 675 MW. On évoque en outre l'importance pour Hydro-Québec de maîtriser une technologie d'avenir avec l'épuisement prévisible de rivières propices à l'exploitation de l'hydroélectricité.
Les projets d'équipement nucléaires à l'étude se multiplient à Hydro-Québec et l'information selon laquelle la société d'État prévoit construire entre 30 et 40 réacteurs pour une puissance de 30 000 MW commence à s'ébruiter dans les médias. The Gazette dévoile qu'Hydro-Québec prévoit exproprier 42 propriétaires à Sainte-Croix-de-Lotbinière, l'un des six sites choisis, les autres étant Valleyfield, Gentilly, Grondines, Saint-Pierre-les-Becquets et Rivière-du-Loup.
Cependant, des retards dans la construction et des modifications aux spécifications retardent le chantier et font augmenter la facture. D'un coût de départ de 300 millions de dollars, à être payé à parts égales entre Hydro-Québec et le fédéral, la facture double, puis s'établit à 850 millions de dollars en 1978.
La hausse des coûts et des conflits avec le gouvernement fédéral, notamment au sujet du paiement des surcoûts de Gentilly-2, refroidissent considérablement l'enthousiasme pour l'énergie nucléaire à Québec. Le ministre libéral des Ressources naturelles, Jean Cournoyer, commence à questionner les plans d'expansion. Son successeur, le péquiste Guy Joron, jadis un partisan du nucléaire, met en doute les scénarios de croissance d'Hydro-Québec et lance l'idée de tenir un référendum sur la poursuite du programme de réacteurs nucléaires. Une commission parlementaire en février 1977 montre une qu'une partie du public est déterminée à freiner l'expansion de l'électronucléaire en questionnant la nocivité, les coûts, les dangers de prolifération et l'absence de gestion des déchets radioactifs. Les responsables d'Hydro-Québec continuent toutefois à défendre leurs plans. Affirmant que le nucléaire était « la seule forme d'énergie de relais fiable d'ici la fin du siècle », Robert A. Boyd demande au gouvernement d'autoriser la construction de deux centrales nucléaires, outre celle de Gentilly, d'ici 1995. La société prévoyait que le nucléaire fournirait 15 % des besoins d'énergie électrique en 1995 et 33 % en l'an 2000.
Pendant ce temps, la construction d'une usine de production d'eau lourde voisine du complexe nucléaire est remise en question par le gouvernement fédéral qui en finance la construction. L'usine d'eau lourde de La Prade devait produire annuellement 800 mégagrammes de cette composante essentielle au bon fonctionnement des réacteurs CANDU à compter de 1977. Mais l'offre d'eau lourde dépasse largement la production des usines existantes en Ontario et en Nouvelle-Écosse. Inquiet de l'arrêt du chantier qui procure de l'emploi à 1500 ouvriers, le gouvernement du Québec négocie la reprise des travaux à La Prade en échange de quoi Hydro-Québec achètera assez d'eau lourde pour alimenter trois réacteurs, modifiera la conception de la centrale Gentilly-2 pour fournir de la vapeur à l'usine et construira un troisième réacteur CANDU, la centrale Gentilly-3, d'ici la fin des années 1980. Après des pressions de l'Ontario, le gouvernement fédéral ignore le contrat signé avec Québec et élimine le financement consenti pour la construction de l'usine en août 1978 dans le cadre d'un programme de réduction des dépenses.
G-2 a été mise en service commercial en 1983, après une période de construction échelonnée sur 10 ans.
Après plusieurs années d'études, le gouvernement du Québec a annoncé, le 19 août 2008, la réfection de la centrale de Gentilly-2 en 2011 et 2012 au coût de 1,9 milliard CAD, ce qui prolongera sa vie utile jusqu'en 2035. Hydro-Québec mise sur l'expérience acquise pendant la réfection d'une centrale presque identique, propriété d'Énergie Nouveau-Brunswick à Point Lepreau. La réfection de cette centrale devrait être complétée à l'automne 2009.

### Le projet du siècle

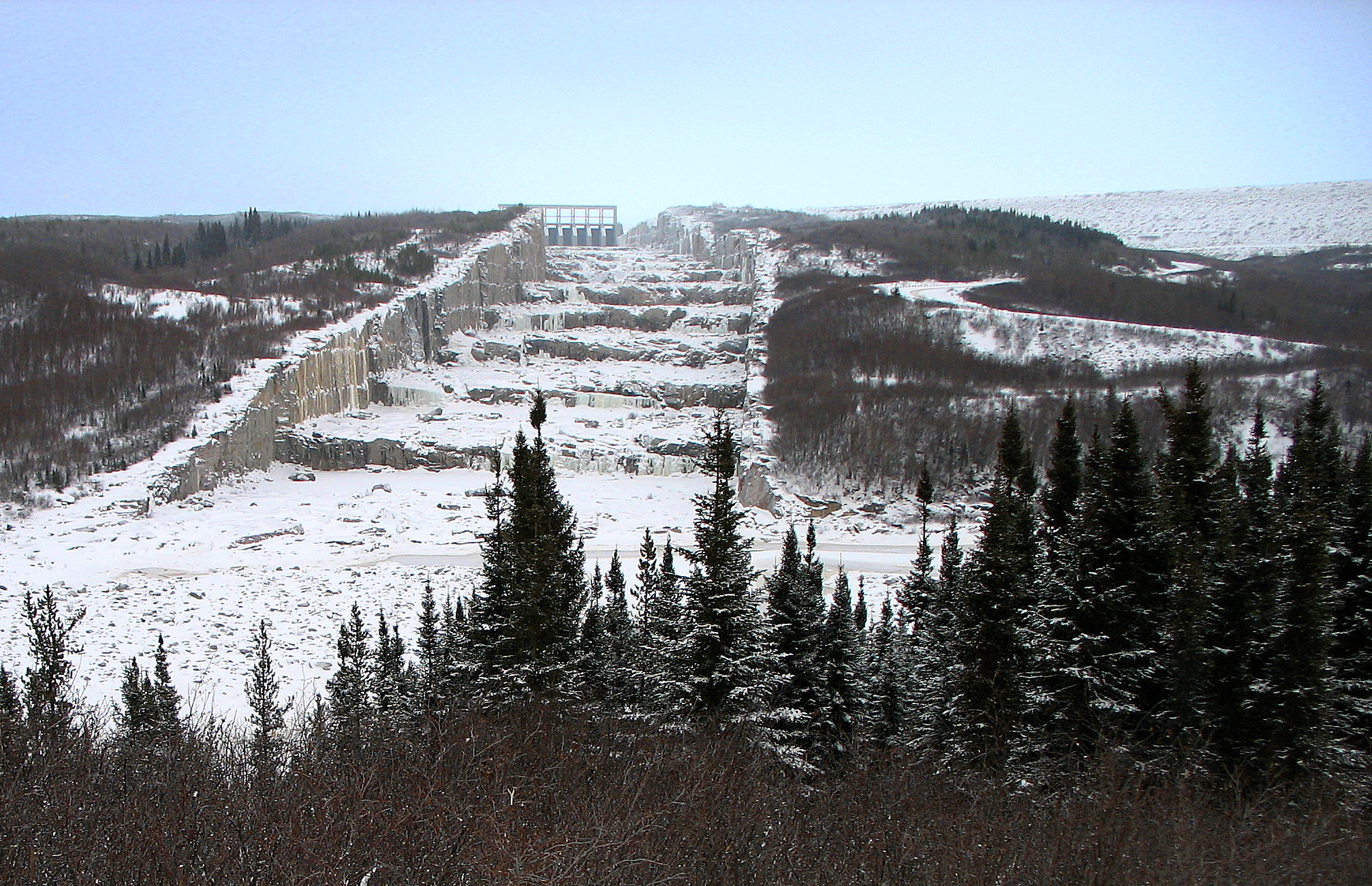
L'évacuateur de crues de la centrale Robert-Bourassa est capable d'absorber un débit deux fois supérieur à celui du fleuve Saint Laurent. La centrale, d'une puissance installée de 5616 MW, a été inaugurée en 1979. Elle est au cœur du réseau de huit centrales hydroélectriques connu sous le nom de projet de la Baie-James.

Un an après son élection en 1970, le nouveau premier ministre Robert Bourassa lance le projet qui lui permettra d'atteindre son objectif de création de 100 000 nouveaux emplois. Le 30 avril 1971, il annonce, devant les membres du Parti libéral du Québec, qu'il demandera à Hydro-Québec de construire un complexe hydroélectrique dans la Jamésie, région de la Baie James.
Sans aucune forme d'évaluation environnementale, un concept inconnu à cette époque, les travaux de construction d'une route de 600 km, la route de la Baie James, s'amorcent dès 1971. Les travaux coûteront 400 millions CAD et nécessiteront trois ans de travail.
Pendant ce temps, les équipes d'Hydro-Québec préparent trois options pour le premier ministre : un projet pour les rivières Nottaway, Broadback et Rupert (projet NBR), un projet pour La Grande Rivière (projet de la Baie-James) et un projet pour la Grande rivière de la Baleine (projet de la Grande-Baleine). Après évaluation des options disponibles, le projet de la Baie-James est choisi et la construction de trois centrales sur la Grande Rivière, LG-2, LG-3 et LG-4, est fixée dès l'année suivante.
En plus des difficultés techniques et logistiques que posent un tel projet dans une région sauvage et éloignée, le président de la Société d'énergie de la Baie James, Robert A. Boyd, doit faire face à l'opposition des 5 000 résidents cris du territoire qui craignent les conséquences qu'auront le projet sur leur mode de vie traditionnel. Ils obtiennent l'appui du ministre des Affaires indiennes et du Nord canadien, Jean Chrétien, qui finance leur recours devant les tribunaux. En novembre 1973, ils obtiennent une injonction du juge Albert Malouf, de la Cour supérieure du Québec, qui arrête les travaux. L'injonction sera levée par la Cour suprême du Canada, mais le gouvernement Bourassa n'aura pas le choix. Il devra négocier avec les autochtones.
Après plus d'un an de négociations, les gouvernements du Québec et du Canada, la Société d'énergie de la Baie-James et le Grand Conseil des Cris signent la Convention de la Baie-James et du Nord québécois, le 11 novembre 1975. L'entente en 11 points accorde une compensation financière aux communautés cries touchées, leur concède la gestion des services de santé et d'éducation en échange de la poursuite des travaux.
Entretemps, le climat de travail sur le chantier de construction se dégrade et la tension entre les recruteurs syndicaux de la Fédération des travailleurs du Québec et de la Confédération des syndicats nationaux dégénère. Le 21 mars 1974, des travailleurs saccagent le campement de la centrale LG-2, causant des dommages estimés à 31 millions CAD. Les ouvriers sont évacués vers le sud et le gouvernement nomme une commission d'enquête, formée du juge Robert Cliche, de Brian Mulroney et de Guy Chevrette, sur la liberté syndicale dans l'industrie de la construction.
Deux mois après le « saccage de la Baie-James », les travaux reprennent sur le chantier. À la pointe des travaux, plus de 18 000 travailleurs œuvrent sur les chantiers de la Baie-James. La centrale sera inaugurée par le premier ministre René Lévesque en 27 octobre 1979. Avec 16 groupes-turbines d'une capacité totale de 5 616 MW, LG-2, qui sera complétée en 1981, deviendra la plus puissante centrale souterraine au monde. La centrale, le barrage et le réservoir LG-2 seront renommés en l'honneur de Robert Bourassa, après l'adoption unanime d'une motion en ce sens à l'Assemblée nationale du Québec, le 15 octobre 1996, deux semaines après le décès de l'ancien premier ministre.
La construction de la première phase du projet est complétée par la mise en service de LG-3 en juin 1982 et de LG-4 au début de 1984,. Une seconde phase du projet, comprenant l'aménagement de quatre centrales supplémentaires, sera construite entre 1987 et 1996.

### La conquête du marché américain
Les deux phases de la nationalisation de l'électricité — en 1944 et en 1962-1963 — ont accéléré le développement hydroélectrique de la Côte-Nord afin de desservir la croissance de la demande intérieure. La Loi Taschereau est remplacée en 1964 par une nouvelle législation, la Loi sur l'exportation de l'électricité (L.R.Q., chapitre E-23) qui comme la précédente, prévoyait que tout contrat de concession de force hydraulique appartenant au Québec devait prévoir une clause interdisait les exportations d'électricité, réservant toutefois le droit au gouvernement de permettre certaines exceptions, une disposition semblable à ce qu'avait adopté le gouvernement fédéral en mettant sur pied l'Office national de l'énergie.
Le développement d'un commerce international de l'électricité entre le Québec et les États-Unis ne démarrera vraiment qu'après la suite du choc pétrolier de 1973. Mis à part l'interconnexion avec Alcoa, le réseau électrique d'Hydro-Québec était mal préparé pour transporter l'électricité vers les marchés extérieurs. Mais avec le développement du Projet de la Baie-James et l'intention déclarée du premier ministre Bourassa de financer la construction du complexe La Grande grâce aux exportations, la construction d'infrastructures de transport se révélaient être une nécessité absolue. La première ligne de transport destinée à l'exportation, une ligne à 735 kV entre Châteauguay et Marcy, près d'Utica, permet à l'entreprise publique québécoise de transiger directement avec son voisin du sud, en synchronisant une partie de la centrale de Beauharnois au réseau de la Power Authority of the State of New York (NYPA).
La ligne sera mise en service en 1978, malgré les protestations de l'Ontario et de Terre-Neuve et les livraisons de 800 mégawatts, dans le cadre du contrat de 20 ans pourront commencer. Le prix de vente est fixé à 0,821 8 cent le kilowatt-heure. L'année suivante, le ministère de l'Énergie du Québec publie un livre blanc dans lequel le gouvernement plaide qu'« un réseau hydraulique de la dimension de celui d'Hydro-Québec (24 217 mégawatts à l'époque) génère inévitablement de l'énergie excédentaire ». La mise en service des puissantes centrales de la phase 1 du complexe La Grande dans les cinq ans qui suivent le début des livraisons à l'État de New York arrive au moment où le taux croissance de la demande en électricité commence à s'infléchir en raison de la récession consécutive au deuxième choc pétrolier du début des années 1980.

## Les années 1980 et 1990
Plusieurs facteurs font en sorte que le début des années 1980 constituent un tournant pour Hydro-Québec. Avec les travaux de la première phase du Complexe La Grande qui s'achèvent avec la mise en service des centrales LG-2, LG-3 et LG-4, la société d'État se trouve pourvue d'une capacité de production augmentée de 10 000 MW. Mais la combinaison du deuxième choc pétrolier et d'une récession sévère ont raison des augmentations rapides de la demande d'électricité, au Québec comme ailleurs en Occident.
La croissance économique soutenue enregistrée au Québec à compter des années 1960 s'est accompagnée d'une augmentation importante d'énergie en général, et d'électricité en particulier. Hafsi et Demers (1989) rapportent qu'Hydro-Québec a fort à faire pour subvenir à la demande qui s'accroît en moyenne de 6 % par année pour la période 1960-1973. L'évolution de la demande devient toutefois beaucoup plus difficile à prévoir à compter du premier choc pétrolier, alors que l'inflation, les taux d'intérêt et les taux de change deviennent plus instables.
Guy Coulombe remplace Robert A. Boyd au poste de PDG en décembre 1981. Précédé d'une réputation de «gestionnaire rigoureux» et de fonctionnaire soucieux de l'intérêt public, le nouveau PDG s'attaque rapidement à la prévision de la demande future. Selon lui, le fléchissement de la demande d'électricité sur le marché interne constitue un revirement de tendance et qu'il doit réviser à la baisse l'ambitieux programme d'équipement la société compte s'engager dans les 15 années suivantes.

### Des projets contestés
Après deux décennies de croissance soutenue, la fin des années 1980 et les années 1990 seront difficiles pour Hydro-Québec, qui doit faire face à plusieurs controverses environnementales. Un nouveau projet d'aménagement hydroélectrique et la construction d'une ligne à haute tension destinée à l'exportation vers la Nouvelle-Angleterre se heurtent à l'opposition de groupes autochtones et environnementaux canadiens et américains.

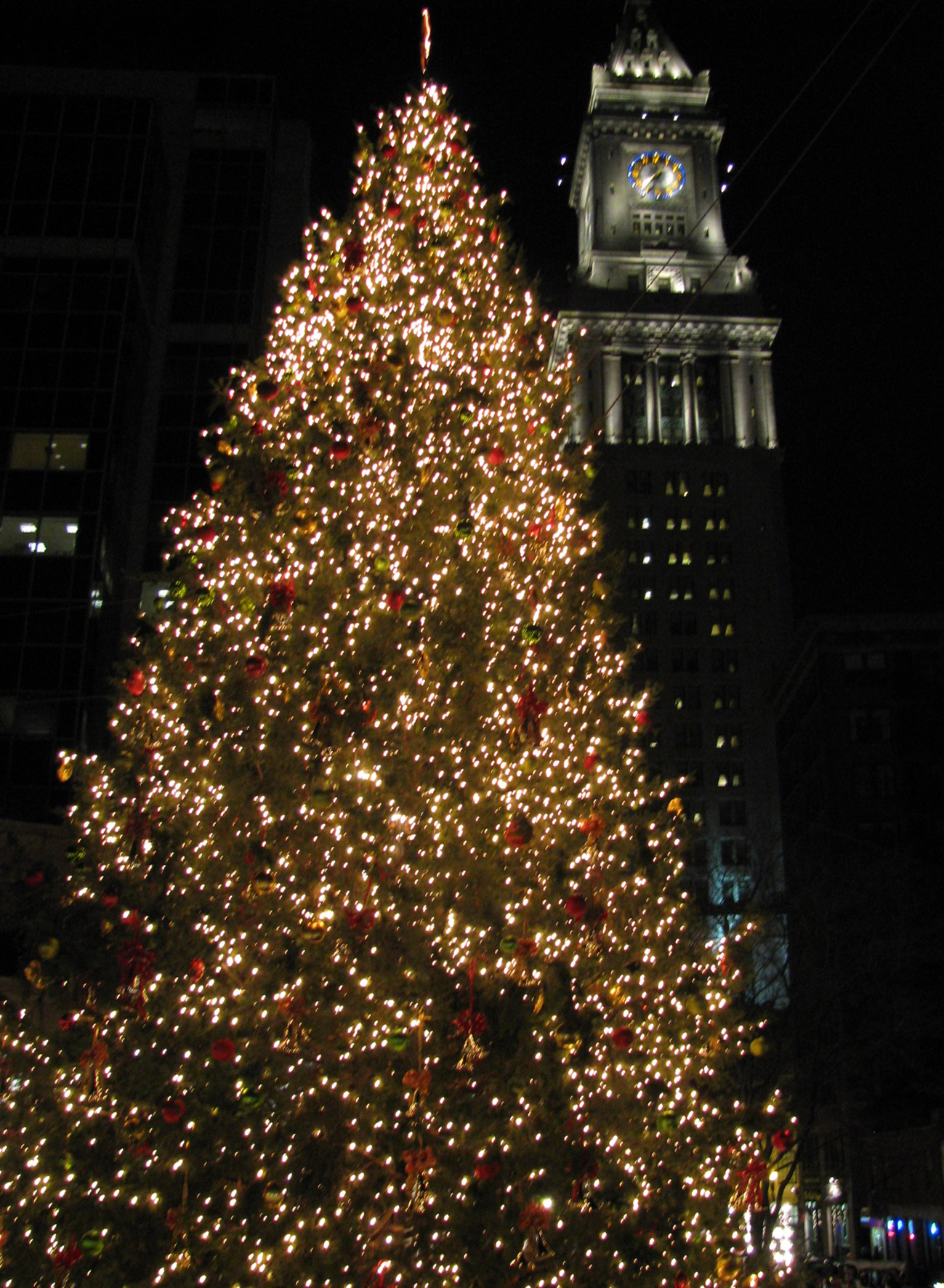
Une partie de l'électricité consommée à Boston provient des lointains barrages de la Baie-James. Une ligne de 450 kV à courant continu alimente la métropole de la Nouvelle-Angleterre depuis 1991.

Afin d'exporter l'électricité de la Baie-James vers la Nouvelle-Angleterre, Hydro-Québec se propose de construire une ligne de transport d'électricité à courant continu de 450 kV, le « réseau multiterminal à courant continu ». La ligne, d'une capacité de 2 000 MW et longue de 1 200 km, doit relier le village de Radisson, près de la centrale Robert-Bourassa, au poste de Nicolet, dans le Centre-du-Québec et se terminer au poste Sandy Pond, près de Groton, Massachusetts. La construction de la ligne se déroule généralement sans incident, sauf à l'endroit où les câbles à haute tension doivent traverser le fleuve Saint-Laurent, entre Grondines et Lotbinière. Une résidente de l'endroit, la tisserande de réputation internationale Micheline Beauchemin, s'oppose farouchement au passage de la ligne sur sa propriété patrimoniale, située sur la rive nord du fleuve.
Un comité de citoyens, nommé Contestension Portneuf-Lotbinière, s'organise et réunit les opposants des deux côtés du fleuve. Pendant deux ans, une bataille de relations publiques opposera les citoyens, le ministre responsable John Ciaccia et le président d'Hydro-Québec Guy Coulombe, qui supervise personnellement le dossier. À l'issue d'une entente à l'amiable, Hydro-Québec obtient finalement la permission de construire une ligne aérienne temporaire le 2 mars 1988, mais cette ligne devra être démantelée dès la fin de la construction du tunnel de 4,1 km sous le fleuve. De plus, la société d'État devra verser une compensation de 250 000 CAD à Mme Beauchemin,.
Le projet de construction d'un tunnel sous-fluvial de 3,7 m de diamètre pour faire passer six câbles de 20 cm de diamètre chacun a duré 2 ans et demi et coûté 144 millions CAD, dont 16 millions pour le démantèlement des pylônes électriques de 140 m traversant le fleuve. La ligne sous-fluviale a été mise en service commercial le 1er novembre 1992 et la ligne aérienne a été démantelée à l'automne 1994.
Hydro-Québec et le premier ministre Robert Bourassa auront toutefois beaucoup plus de difficultés à l'autre bout de la ligne. Annoncé en 1986, le projet Grande-Baleine consistait à construire trois centrales hydroélectriques sur la Grande rivière de la Baleine. Ce projet de 12,6 milliards CAD aurait eu une puissance installée de 3 160 mégawatts et devait produire 16 300 kilowattheures (kWh) d’énergie annuellement à sa mise en service, en 1998-1999.

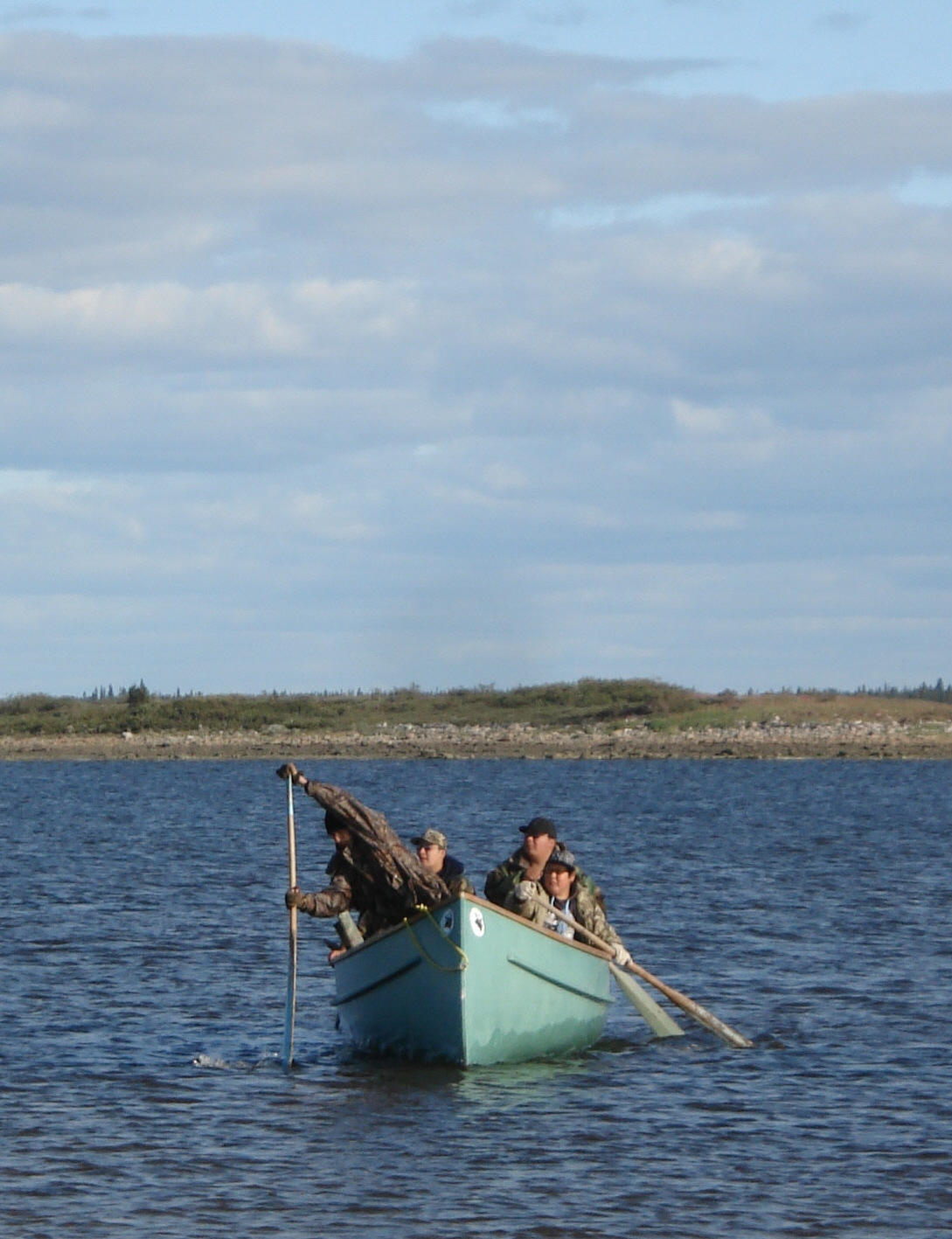
Les Cris du Nord du Québec se sont farouchement opposés au projet Grande-Baleine durant la première moitié des années 1990.

Le projet suscite immédiatement la controverse. Les Cris du Nord du Québec s'opposent au projet en raison de ses impacts appréhendés sur leur mode de vie traditionnel et sur l'environnement nordique. Ils intentent des recours judiciaires contre Hydro-Québec, au Québec, au Canada et dans plusieurs États américains, afin d'arrêter la construction ou de faire stopper les exportations d'électricité québécoise vers les États-Unis. Ces poursuites ont été déboutées l'une après l'autre devant l'Office national de l'énergie, la Cour supérieure du Québec et la Cour suprême du Vermont,. Les Cris obtiennent toutefois du gouvernement fédéral qu'il mène des processus d'évaluation environnementaux distincts, afin d'étudier la construction du complexe.
Parallèlement à ces actions judiciaires, les dirigeants cris lancent une campagne de relations publiques attaquant le projet Grande-Baleine, Hydro-Québec et le Québec en général. Ils trouvent des alliés parmi les grands groupes écologistes américains, dont Greenpeace, la Société nationale Audubon et le Natural Resources Defense Council (NRDC), auquel participe Robert F. Kennedy Jr., le fils du ministre américain de la Justice Robert F. Kennedy.
La campagne des Cris et de leurs alliés canadiens et américains, menée tambour battant aux États-Unis et en Europe, exaspère les groupes écologistes québécois, qui ont adopté une position plus nuancée. Répondant à une lettre particulièrement virulente du NRDC, l'un des groupes québécois en dénonce les « grossièretés », alors que l'environnementaliste David Cliche compare l'action de certains groupes américains à de l'« impérialisme environnemental ».
Les opposants au projet auront cependant du succès dans l'État de New York, en incitant la New York Power Authority à annuler un contrat de 5 milliards USD, signé avec Hydro-Québec en 1990. Le contrat prévoyait la livraison ferme de 800 mégawatts d'électricité à cet État américain entre 1999 et 2018.
Deux mois après l'élection de 1994, le 18 novembre 1994, le nouveau premier ministre Jacques Parizeau annonce que son gouvernement suspend le projet de Grande-Baleine, affirmant que sa construction n'est pas nécessaire pour répondre aux besoins énergétiques du Québec.

### La nature s'acharne

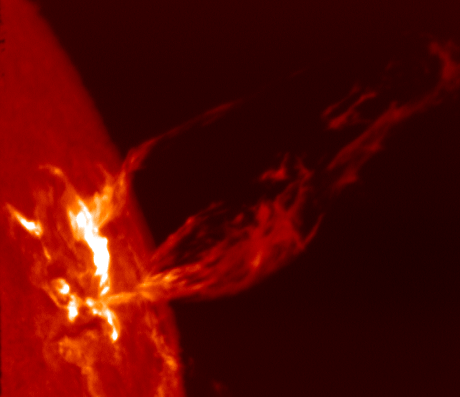
Une éruption solaire est à l'origine d'une panne générale du réseau électrique d'Hydro-Québec, survenue le 13 mars 1989.

Pendant cette période, Hydro-Québec doit aussi lutter sur un autre front. La nature s'acharne contre le réseau de transport de la société, qui subit trois grandes pannes en dix ans. Ces incidents mettent en relief le talon d'Achille du réseau électrique québécois : les grandes distances séparant ses installations de production des principaux centres de consommation.
Le 18 avril 1988, tout le Québec, ainsi qu'une partie de la Nouvelle-Angleterre et du Nouveau-Brunswick, sont plongés dans le noir à 2 h 05 en raison d'un bris d'équipement dans un poste de transport sur la Côte-Nord, point de passage obligé de l'électricité qui transite entre les chutes Churchill, et Manicouagan. La panne, qui a duré jusqu'à huit heures par endroits, a été causée par une accumulation de glace sur les équipements du poste Arnaud. Elle a notamment perturbé le déroulement d'un match des séries éliminatoires de la coupe Stanley entre les Canadiens de Montréal et les Bruins de Boston qui était disputé à ce moment au Forum de la métropole québécoise. Grâce à une génératrice installée au sous-sol de l'édifice, le match a pu se poursuivre et le Canadien a remporté la victoire par la marque de 5 à 1.
Moins d'un an plus tard, le 13 mars 1989 à 2 h 44, une importante éruption solaire entraîne de brusques variations du champ magnétique terrestre, qui provoquent le déclenchement des mécanismes de protection des lignes de transport d'électricité, isolant le réseau de la Baie-James et entraînant une panne d'électricité générale. La panne dure plus de neuf heures. Cette panne a forcé Hydro-Québec à prendre des mesures pour diminuer les risques que posent les éruptions solaires, dont la réduction, en cas d'alerte, de la tension de 10 % sur le réseau à 735 kV et l'installation de compensateurs en série sur les lignes les plus vulnérables, ce qui permet de réduire la longueur des circuits.

### La crise du verglas

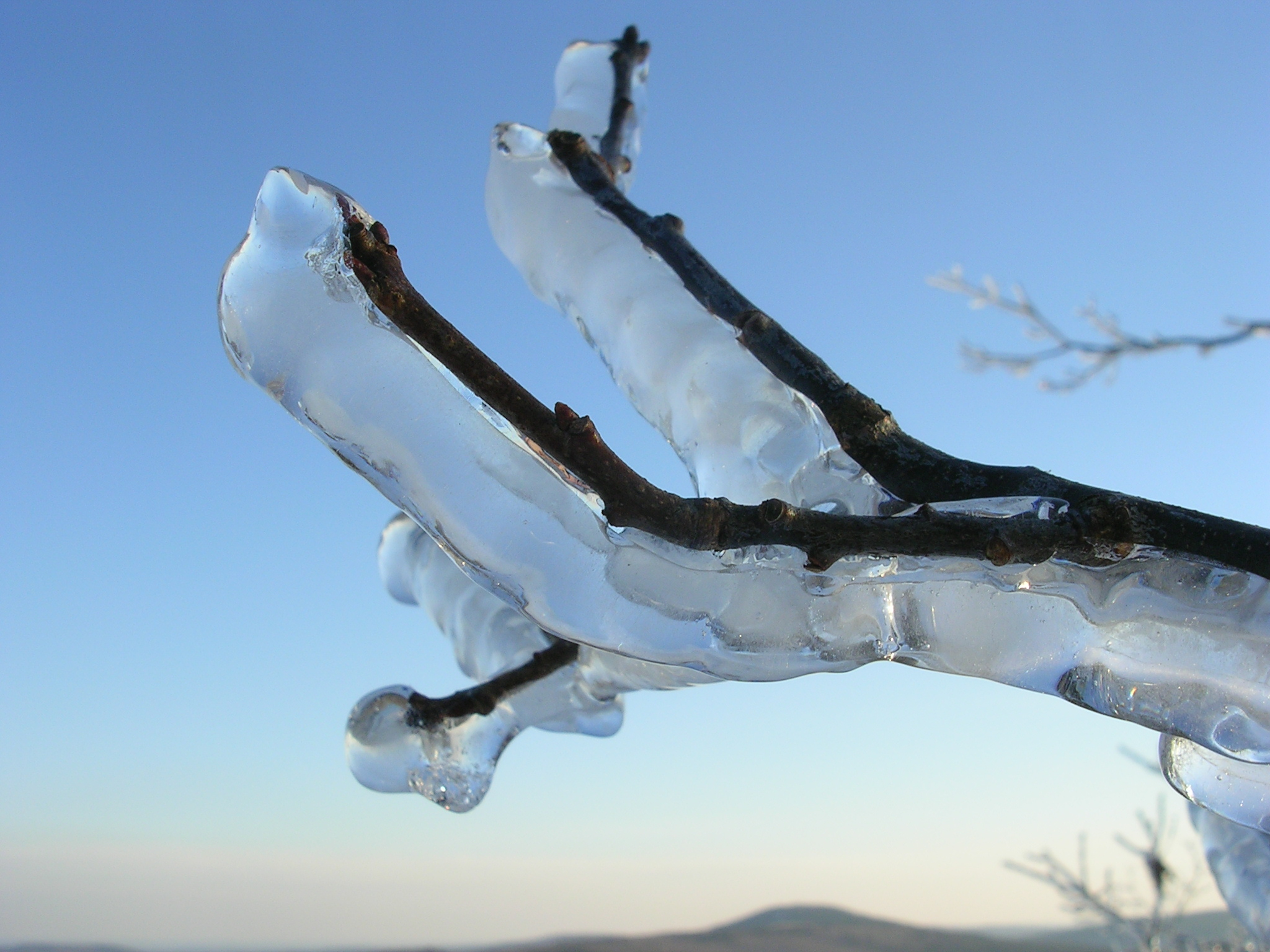
Le verglas massif de janvier 1998 a privé de courant plus de 1,4 million d'abonnés d'Hydro-Québec. Certains abonnés en Montérégie ont été privés de courant pendant près de cinq semaines.

Le 4 janvier 1998, la confluence d'une masse d'air chaud et humide en provenance du golfe du Mexique et d'un anticyclone au-dessus du Labrador entraîne cinq jours consécutifs de pluie verglaçante dans le sud du Québec. L'accumulation de glace sur les équipements de transport et de distribution électrique cause la plus grave panne de courant de l'histoire d'Hydro-Québec. Le poids de la glace accumulé sur les lignes de transport et de distribution provoque l'écroulement de 600 km de lignes de transport et de 3 000 km de lignes de distribution dans le sud du Québec et plonge 1,4 million d'abonnés dans le noir pour des périodes variant de quelques heures à près de cinq semaines.
Une partie de la Montérégie, bornée par les villes de Saint-Hyacinthe, Saint-Jean-sur-Richelieu et Granby, est particulièrement affectée par la crise du verglas, avec des accumulations de glace dépassant les 100 mm. Cette zone est surnommée le « triangle noir » par les médias et la population. Les abonnés de l'île de Montréal et de l'Outaouais ont aussi souffert de l'interruption de service, qui prend une importance particulière étant donné le fait que la majorité des ménages se chauffent à l'électricité.
Immédiatement, Hydro-Québec mobilise toutes ses équipes et demande des renforts des entreprises de service public de l'est du Canada et des États-Unis, auxquels s'ajoute un contingent des Forces armées canadiennes. Plus de 10 000 travailleurs rebâtissent le réseau, pylône par pylône. De leur côté, le président de la société, André Caillé, et le premier ministre du Québec, Lucien Bouchard, tiennent un point de presse quotidien afin de rendre compte de l'évolution de la situation. Cependant, la situation se dégrade de plus en plus et le verglas continue de s'abattre.
Au plus fort de la crise, le 9 janvier 1998, l'île de Montréal n'est plus alimentée que par une seule ligne à haute tension. Le gouvernement prend la décision de couper temporairement l'électricité au centre-ville de Montréal afin de maintenir l'approvisionnement en eau potable de la métropole. Le 13 janvier 1998 à 17 heures locales, Hydro-Québec éteint le grand Q qui orne son siège social du centre-ville de Montréal afin d'appuyer son message de réduction de la consommation électrique durant la crise.
Le rapport d'un comité d'experts chargé par Hydro-Québec d'évaluer les impacts de la tempête a recensé 116 lignes à haute tension endommagées et 3 110 structures du réseau de transport, dont 1 000 pylônes en acier. Quelque 350 lignes du réseau de distribution ont été endommagées et 16 000 poteaux de bois se sont brisés. Le rétablissement du service, qui a été achevé le 7 février 1998, a entraîné des coûts directs de 725 millions de dollars canadiens pour Hydro-Québec au cours de l'année 1998.
Plus d'un milliard CAD ont été investis au cours des 10 années suivantes afin de renforcer le réseau contre des événements de même nature. Une partie des travaux de l'opération de « bouclage » du réseau à 735 kV, autorisée par décret et sans évaluation environnementale préalable, au plus fort de la crise, s'est rapidement heurtée à l'opposition des citoyens du Val Saint-François, en Estrie.
Le 23 février 1999, la juge Jeannine M. Rousseau, de la Cour supérieure, déclare les décrets illégaux,, ce qui force le gouvernement à adopter une loi spéciale pour permettre la construction des lignes à haute tension jugées nécessaires par la direction d'Hydro-Québec, notamment celle qui doit relier les postes Des Cantons et Hertel, à La Prairie, tout en l'assujettissant aux processus réguliers d'évaluation des impacts environnementaux.
Le Bureau d'audiences publiques sur l'environnement tient des audiences publiques en 2000 et conclut que « l’acceptabilité sociale demeure l’enjeu de ce projet. Il est clair que des efforts devraient être consentis pour trouver des solutions équitables qui répondent aux nouvelles valeurs qui animent le Québec ». La construction de la ligne sera finalement autorisée en juillet 2002 et sera terminée l'année suivante.

## Les années 2000

### Suroît: un vent d'opposition
Le moratoire imposé aux nouveaux projets hydroélectriques après l'abandon du projet Grande-Baleine force la direction d'Hydro-Québec à envisager d'autres solutions afin de répondre aux besoins croissants d'électricité. En septembre 2001, Hydro-Québec annonce un nouveau projet de construction d'une centrale thermique au gaz naturel à cycle combiné de 836 MW à Beauharnois, en Montérégie. Le projet fera la manchette pendant trois ans.
Bien que le projet soit temporairement suspendu par le gouvernement de Bernard Landry, la direction d'Hydro-Québec revient à la charge après le changement de gouvernement consécutif à l'élection de 2003. Hydro-Québec fait valoir que le projet est essentiel à la sécurité énergétique du Québec au cours des années 2005 à 2009, il est concurrentiel sur le plan économique et il peut être construit rapidement, en plus d'avoir des impacts limités sur l'environnement.
Cependant, le projet arrive au moment où s'engage le débat sur la ratification par le Canada du protocole de Kyoto, visant la réduction des émissions de gaz à effet de serre dans l'atmosphère. Avec des émissions prévues de 2,25 millions de tonnes de dioxyde de carbone par année, la centrale du Suroît aurait augmenté les émissions totales du Québec de près de 3 %.
Le Bureau d'audiences publiques sur l'environnement a d'ailleurs souligné cet argument dans son rapport d'évaluation du projet. Dans son rapport, publié le 13 février 2003. le BAPE refuse de souscrire au projet et conclut qu'il « augmenterait de façon substantielle les émissions de gaz à effet de serre au Québec et que ces émissions pourraient compromettre la démarche du Québec et réduire sa marge de manœuvre face au protocole de Kyoto ».
Face à l'impopularité du projet — un sondage mené en janvier 2004 indique que 67 % des personnes interrogées s'opposent à la construction de cette centrale —, le gouvernement de Jean Charest demande un avis à la Régie de l'énergie, qui tient une semaine d'audiences publiques en mai 2004.
Pour la première fois, Hydro-Québec doit révéler publiquement le niveau de ses réservoirs, une donnée stratégique qu'elle gardait confidentielle. On y apprend en outre que les grands réservoirs du Nord du Québec ont enregistré un déficit d'hydraulicité de 16 TWh durant la période 2000-2002 et que ses stocks d'eau sont inférieurs à la limite du seuil visé de 60 % de couverture des ventes.
Le 5 juillet 2004, la Régie recommande de privilégier la filière hydroélectrique, le développement éolien et le renforcement des programmes d'efficacité énergétique pour faire face à la croissance des besoins en énergie. Elle demande aussi au gouvernement de forcer Hydro-Québec à communiquer publiquement le niveau de ses réservoirs. Le projet du Suroît est définitivement mis au rancard par le gouvernement le 17 novembre 2004.

### Le retour des grands barrages

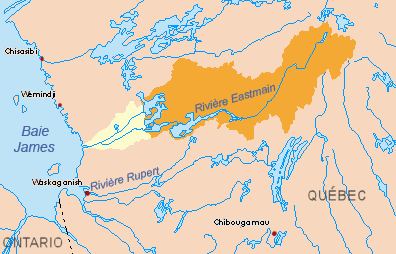
La dérivation de la rivière Rupert détournera une partie du débit des eaux (en orange sur la carte) vers le réservoir Robert-Bourassa.

Le 7 février 2002, le premier ministre Bernard Landry et le chef du Grand Conseil des Cris, Ted Moses, signent une entente, la Paix des Braves, qui permet la construction de nouveaux aménagements hydroélectriques dans le Nord québécois. L'entente précise les dispositions de la Convention de la Baie-James et du Nord québécois et prévoit le versement d'une compensation de 4,5 milliards CAD sur 50 ans à la nation crie, des régimes particuliers en matière de gestion de la faune et de la forêt, en plus de garantir que les entreprises et travailleurs cris pourront obtenir une partie des retombées économiques des projets à venir.
En échange, les Cris acceptent la relance des projets de construction sur le territoire couvert par la Convention de la Baie James et du Nord québécois. La centrale Eastmain-1 — autorisée par le gouvernement dès mars 1993 — et la dérivation partielle de la rivière Rupert vers le réservoir Robert-Bourassa pourront donc être aménagés, sous réserve de certaines dispositions en matière de protection de l'environnement et du milieu social.
Les travaux de construction de la première centrale, d'une puissance de 480 MW, ont débuté dès le printemps 2002 avec l'aménagement d'une route de 80 km reliant le chantier au poste de la Nemiscau. En plus de la centrale, construite sur la rive gauche de la rivière, le projet a nécessité l'érection d'un barrage de 890 m de longueur sur 70 m de hauteur, de 33 digues et d'un évacuateur de crues. Les trois groupes turbines-alternateurs de centrale Eastmain-1 ont été mis en service au printemps 2007. La centrale produit annuellement 2,7 TWh.
Ces projets s'inscrivent dans la stratégie énergétique 2006-2015 du gouvernement du Québec. Le document prévoit lancer 4 500 MW de nouveaux projets hydroélectriques, intégrer 4 000 MW d'énergie éolienne, augmenter les exportations d'électricité et les cibles des programmes d'efficacité énergétique.

## Évolution de l'entreprise
|      | Puissance installée (MW) | Ventes (TWh) | Abonnés résidentiels (en milliers) | Employés permanents |
| 1944 | 616                      | 5,3          | 249                                | n.d.                |
| 1949 | 810                      | 6,2          | 295                                | 2 014               |
| 1954 | 1 301                    | 8,1          | 362                                | 2 843               |
| 1959 | 2 906                    | 13,7         | 475                                | 3 439               |
| 1964 | 6 562                    | 35,3         | 1 322                              | 10 261              |
| 1969 | 9 809                    | 46,8         | 1 567                              | 11 890              |
| 1974 | 11 123                   | 78,3         | 1 842                              | 13 679              |
| 1979 | 14 475                   | 97,0         | 2 108                              | 17 880              |
| 1984 | 23 480                   | 123,8        | 2 446                              | 18 560              |
| 1989 | 25 126                   | 137,6        | 2 802                              | 19 437              |
| 1994 | 30 100                   | 157,0        | 3 060                              | 20 800              |
| 1999 | 31 505                   | 171,7        | 3 206                              | 17 277              |
| 2004 | 33 892                   | 180,8        | 3 400                              | 18 835              |
| 2008 | 36 429                   | 191,7        | 3 603                              | 19 297              |

## Président(e)s
| Rang | Nom                        | Entrée en fonction |
| ---- | -------------------------- | ------------------ |
| 1er  | Télesphore-Damien Bouchard | 15 avril 1944      |
| 2e   | L.-Eugène Potvin           | 29 juin 1944       |
| 3e   | J.-Arthur Savoie           | 1er juin 1955      |
| 4e   | Jean-Claude Lessard        | 7 septembre 1960   |
| 5e   | Roland Giroux              | 1er août 1969      |
| 6e   | Robert A. Boyd             | 9 août 1979        |
| 7e   | Guy Coulombe               | 15 janvier 1982    |
| 8e   | Claude Boivin              | 2 mai 1988         |
| 9e   | Armand Couture             | Septembre 1992     |
| 10e  | Benoît Michel              | 1er décembre 1995  |
| 11e  | André Caillé               | 1er octobre 1996   |
| 12e  | Thierry Vandal             | 6 avril 2005       |
| 13e  | Éric Martel                | 3 juin 2015        |
| 14e  | Sophie Brochu              | 6 avril 2020       |

De 1944 à 1978, la haute direction d'Hydro-Québec était composée de cinq commissaires, l'un d'entre eux agissait comme président.

### Ouvrages
- Ronald Babin, L'option nucléaire : développement et contestation de l'énergie nucléaire au Canada et au Québec, Montréal, Boréal Express, 1984, 226 p. (ISBN 2-89052-089-7)
- Yves Bélanger et Robert Comeau, Hydro-Québec : Autres temps, autres défis, Sainte-Foy, Presses de l'Université du Québec, 1995, 352 p. (ISBN 2-7605-0809-9). Cet ouvrage est disponible en version électronique pour consultation gratuite sur le site Les Classiques des sciences sociales (Cet ouvrage n'est pas libre de droit et toute reproduction, modification ou diffusion est soumise au droit de son auteur).
- Claude Bellavance, Shawinigan Water and Power (1898-1963) : Formation et déclin d'un groupe industriel au Québec, Montréal, Boréal, 1994, 446 p. (ISBN 2-89052-586-4)
- André Bolduc, Du génie au pouvoir : Robert A. Boyd, à la gouverne d'Hydro-Québec aux années glorieuses, Montréal, Libre Expression, 2000, 259 p. (ISBN 2-89111-829-4)
- André Bolduc, Clarence Hogue et Daniel Larouche, Hydro-Québec, l'héritage d'un siècle d'électricité, Montréal, Libre Expression / Forces, 1989, 3e éd. (1re éd. 1979), 341 p. (ISBN 2-89111-388-8)
- Robert Bourassa, L'énergie du Nord : La force du Québec, Montréal, Libre expression, 1985, 259 p. (ISBN 2-89037-252-9)
- Gaétan Breton et Jean-François Blain, Les mauvais coûts d'Hydro-Québec, Québec, Nota bene, 1999, 183 p. (ISBN 2-89518-023-7)
- Alain Chanlat, André Bolduc et Daniel Larouche, Gestion et culture d'entreprise : le cheminement d'Hydro-Québec, Montréal, Québec-Amérique, coll. « Dossiers documents », 1984, 250 p. (ISBN 2-89037-206-5)
- (en) John H. Dales, Hydroelectricity and Industrial Development Quebec 1898-1940, Cambridge, MA, Harvard University Press, 1957, 265 p.
- Philippe Faucher et Johanne Bergeron, Hydro-Québec : la société de l'heure de pointe, Montréal, Presses de l'Université de Montréal, 1986, 221 p. (ISBN 2-7606-0748-8)
- Jean Louis Fleury, Les coureurs de lignes : L'histoire du transport de l'électricité au Québec, Montréal, Stanké, 1999, 507 p. (ISBN 2-7604-0552-4)
- Jean Louis Fleury, Les porteurs de lumières : L'histoire de la distribution de l'électricité au Québec, Québec, Éditions MultiMondes, 2004, 491 p. (ISBN 2-89544-058-1)
- Odilon Gagnon, « Témoignage d'une carrière à Hydro-Québec », dans Collectif, Hydro-Québec : Des premiers défis à l'aube de l'an 2000, Montréal, Forces / Libre Expression, 1984, 27-43 p. (ISBN 2-89111-191-5)
- Paulyne Gauvin (préf. André Beauchamp), L'affrontement : Hydro-Québec/Contestension Portneuf Lotbinière, Sainte-Foy, Paulymedia, 1992, 366 p. (ISBN 2-9803238-0-2)
- Pierre Godin, Daniel Johnson, t. 1 : 1946-1964, la passion du pouvoir, Montréal, Les Éditions de l'Homme, 1980, 456 p. (ISBN 978-2-7619-0112-3 et 2-7619-0112-6), chap. 7 (« Le référendum de l'électricité »), p. 287-347
- Taïeb Hafsi et Christiane Demers, Le changement radical dans les organisations complexes : le cas d'Hydro-Québec, Boucherville, Gaétan Morin, 1989, 310 p. (ISBN 2-89105-325-7)
- André Lemelin, Shawinigan, un siècle d'énergie, Beauport, MNH, 2001, 126 p. (ISBN 2-921912-65-1)
- Carol Jobin, Les enjeux économiques de la nationalisation de l'électricité (1962-1963), Montréal, Éditions coopératives Albert Saint-Martin, 1978, 205 p.
- Roger Lacasse, Baie James, une épopée, Montréal, Libre Expression, 1983, 653 p. (ISBN 2-89111-109-5).
- (en) Kenneth Norrie, Douglas Owram et J.C. Herbert Emery, A History of the Canadian Economy, Toronto, 4e, 2008, 466 p. (ISBN 978-0-17-625250-2)
- Yvon Pageau, Hydro-Québec : navire amiral ou bateau ivre?, Boucherville, Vermette, 1993, 171 p. (ISBN 2-89416-065-8)
- (en) Theodore David Regehr, The Beauharnois scandal : a story of Canadian entrepreneurship and politics, Toronto, University of Toronto Press, 1990, 234 p. (ISBN 0-8020-2629-X)
- Pierre Turgeon, La Radissonie, le pays de la baie James, Montréal, Libre Expression, 1992, 191 p. (ISBN 2-89111-502-3)
- Collectif, Hydro-Québec : des premiers défis à l'aube de l'an 2000, Montréal, Forces, 1984, 191 p. (ISBN 2-89111-191-5)
- Alain Chanlat, André Bolduc et Daniel Larouche, Gestion et culture d'entreprise : Le cheminement d'Hydro-Québec, Montréal, Québec/Amérique, 1984 (ISBN 2-89037-206-5)

### Articles et thèses
- Marie-Josée Dorion, L’électrification du monde rural québécois, Revue d'histoire de l'Amérique française, 2000, vol. 54, no 1, DOI 10.7202/305653ar, lire en ligne
- Marie-Josée Dorion, Les coopératives et l'électrification rurale du Québec, 1945-1964, thèse de doctorat, Université du Québec à Trois-Rivières (UQTR), septembre 2008, lire en ligne
- Marie-Josée Dorion, Le processus d'électrification rurale du Centre du Québec, rive sud du fleuve, 1920-1963, mémoire de maîtrise, Université du Québec à Trois-Rivières (UQTR), 1997, lire en ligne
- Albert Faucher, « La question de l'électricité au Québec durant les années trente », L'actualité économique, vol. 68, no 3,‎ septembre 1992, p. 415-432 (lire en ligne [PDF])
- Fernand Gauthier, « L'hydroélectricité au Québec », sur Encyclopédie de l'Agora, 20 mai 2006
- André E. Gadbois, « Les tribulations judiciaires de la mise en valeur hydroélectrique de la rivière Churchill », Les Cahiers de droit, vol. 22, nos 3-4,‎ 1981, p. 839-855 (lire en ligne)
- W.J.W. McNaughton, « Bersimis: la mise en valeur d'une rivière », Canadian Geographical Journal, Ottawa, Royal Canadian Geographical Society, vol. 60, no 4,‎ avril 1960, p. 114-135
- Albert Faucher, « La question de l’électricité au Québec durant les années trente », L'Actualité économique, vol. 68, no 3,‎ septembre 1992, p. 415-432 (lire en ligne  [PDF])